# Historia del Perú entre 1821 y 1842

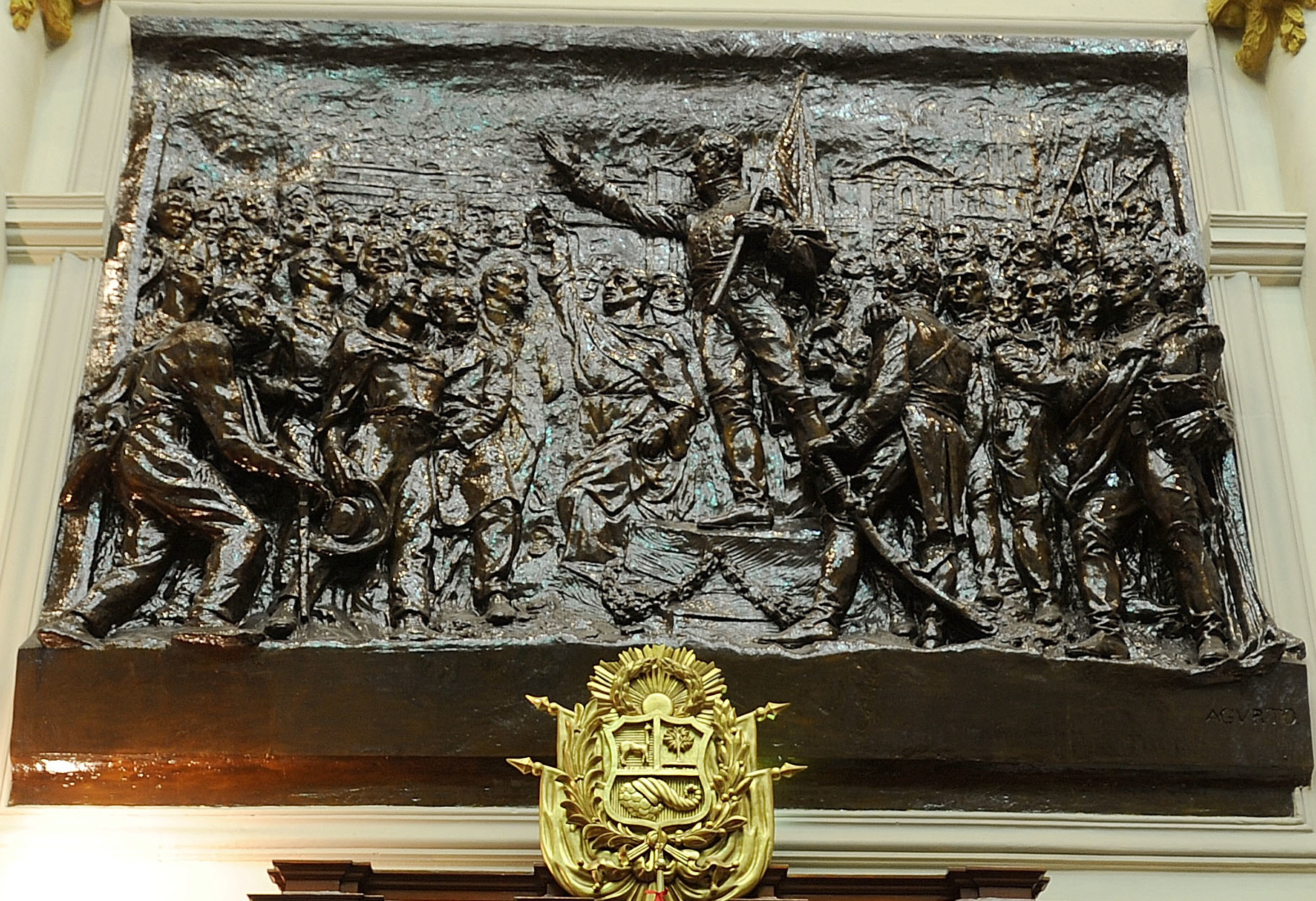
Altorrelieve de la Jura de la Independencia en el Hemiciclo del Palacio Legislativo de Perú, obra de Luis Agurto Olaya.

Para la historiografía oficial peruana, el periodo de 1821 a 1842 constituye la primera etapa de la historia republicana del Perú.
Se inicia oficialmente el 28 de julio de 1821, día en el que el general rioplatense José de San Martín, jefe de la Expedición Libertadora, proclamó la Independencia del Perú en Lima, la capital del hasta entonces Virreinato del Perú. Sin embargo, para el historiador Jorge Basadre el punto de partida del nacimiento de la República del Perú, sería, sensu stricto, la instalación del Primer Congreso Constituyente del Perú, que se da el 20 de septiembre de 1822.
Cierra dicho periodo el año de 1842, cuando se inicia un periodo de anarquía, sucedida tras la derrota y muerte en Bolivia del presidente Agustín Gamarra. 

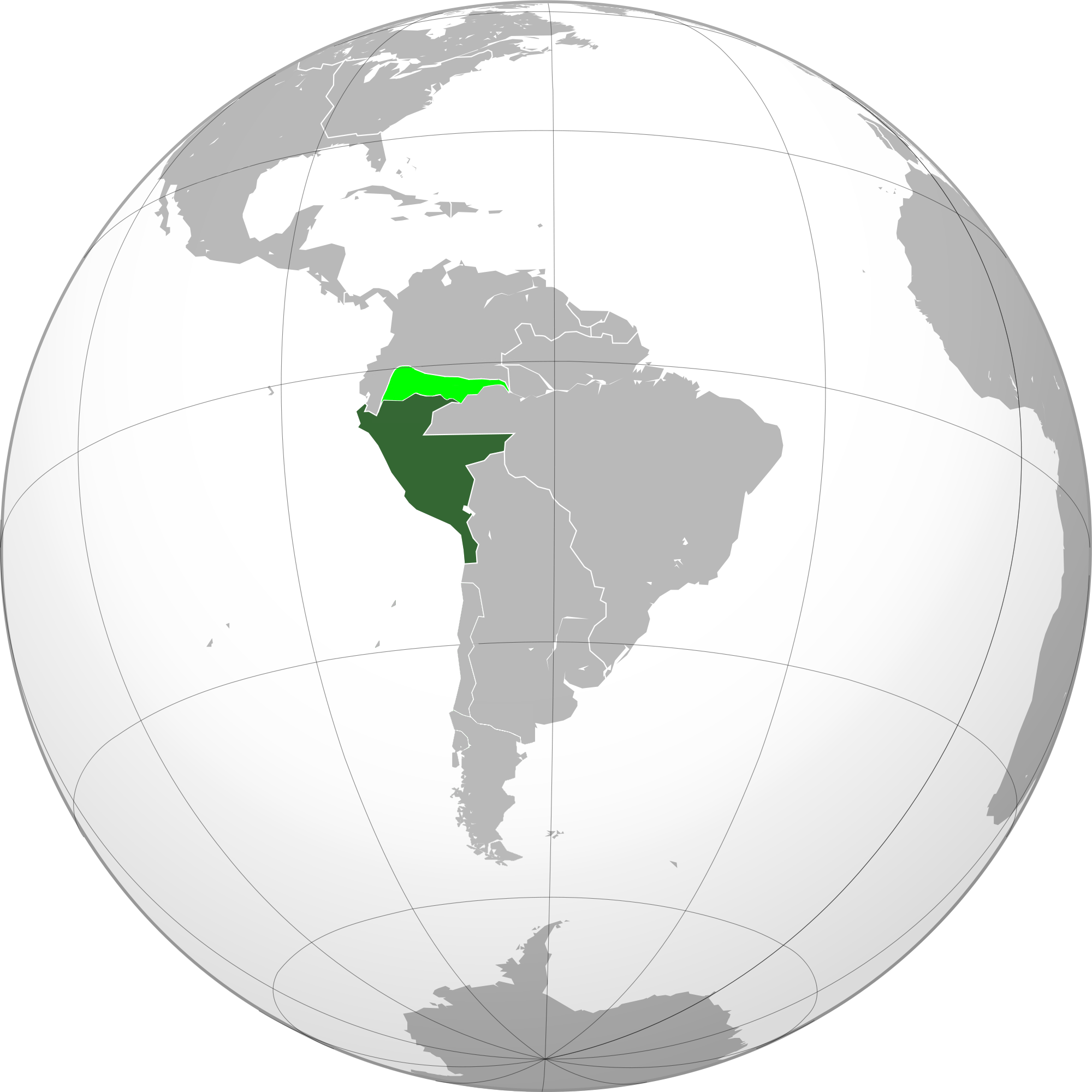
La República Peruana en 1824-1836. En verde claro, zona disputada con la Gran Colombia.

A este período de veinte años, Basadre ha denominado como la Época Fundacional de la República o la Iniciación de la República, pues fue una etapa en el que el Perú no solo se libró de la dominación española y definió su sistema de gobierno, sino que consolidó su espaciooctaritorial, repeliendo los intentos de países vecinos de fracturar su integridad:
- Por el Norte, librando una guerra con la Gran Colombia, país que reclamaba los territorios de Tumbes, Jaén y Maynas (1828-1829). Esta guerra culminó sin que hubiera un vencedor y se mantuvo la situación territorial previa. Disuelta la Gran Colombia en 1830, esta dio pase a tres países, con dos de los cuales, Ecuador y Nueva Granada (Colombia), limitó desde entonces el Perú. Desde un inicio, la diplomacia peruana rechazó con firmeza las pretensiones del Ecuador, país que entre 1841 y 1842, trató de resucitar el reclamo bolivariano de Tumbes, Jaén y Maynas.
- Por el Sur, con Bolivia, país que en 1836, tras una guerra sangrienta, instauró la Confederación Perú-Boliviana, que aunque su propósito era federar al Perú y Bolivia, contradictoriamente conspiraba contra la unidad peruana, al dividir al Perú en dos entidades geopolíticas: El Estado Sud-Peruano y el Estado Nor-Peruano. La Confederación se disolvió en 1839, tras una guerra victoriosa desatada por los restauradores peruanos, aliados con Chile. Nuevamente, el Perú (unido) y Bolivia volvieron a ser estados separados. Poco después, en 1841, ocurrió la guerra entre ambos países, como secuela del conflicto anterior. El Perú, tras invadir Bolivia, sufrió la derrota de Ingavi y se vio a la vez invadido por los bolivianos, pero estos fueron rechazados por el pueblo peruano del sur organizado en guerrillas. Finalmente, se firmó en 1842 la paz entre ambos países, que nunca más volvieron a enfrentarse en conflicto bélico. Se cerró así una época crucial para la integridad territorial del Perú, en la que el sur peruano estuvo, en diversas ocasiones, a punto de quedar anexado a Bolivia. Décadas después, se alzaría otra amenaza para el Perú desde el sur: el expansionismo chileno.

## Protectorado de San Martín (1821-1822)

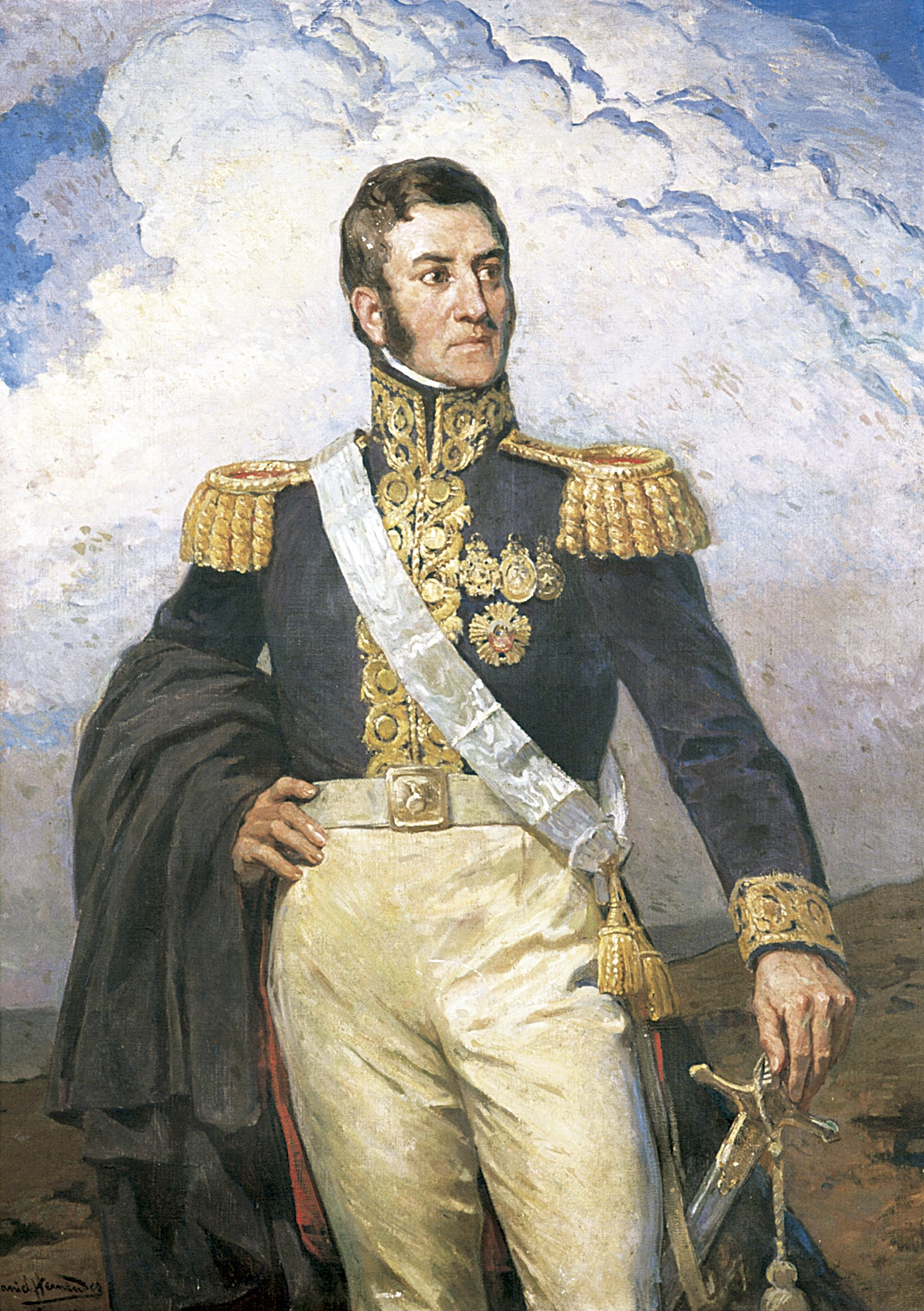
Retrato en óleo de José de San Martín (1921) por Daniel Hernández Morillo.

El general San Martín había asumido el mando político militar de los departamentos libres del Perú bajo el título de Protector, como dice el decreto del 3 de agosto de 1821. Para todo efecto práctico, el Perú se hallaba dividido militar y administrativamente en dos partes:
- 1.º Lima, el norte y un sector del centro del país estaban en manos de los patriotas.
- 2.º Y la sierra sur y centro y el Cuzco estaban en manos de los realistas.

Luego, el título de Protector fue cambiado por el de Protector de la Libertad del Perú. Durante el Protectorado, que duró apenas un año y 17 días, se realizaron las siguientes políticas administrativas:
- 1º Comienzo de un régimen administrativo autónomo después de tres siglos de colonialismo.
- 2º Posibilidad de que el pueblo elija el sistema que más conviniera a los intereses nacionales.
- 3º Los símbolos de la patria: la primera bandera (ver Bandera del Perú) y el himno nacional (ver Himno Nacional del Perú).
- 4º La moneda nacional, signo fiduciario de libre poder económico.
- 5º Reglamento básico de su sistema comercial para iniciar relaciones económicas con otros países del mundo.
- 6º La creación de la Marina de Guerra del Perú y la adquisición de los primeros buques para su escuadra nacional a fin de defender la soberanía adquirida.
- 7º La organización básica de su fuerza militar, para resguardar la seguridad interna y externa.
- 8º La determinación de su propia ejecutoria educacional con la fundación de la Escuela Normal, así como las primeras escuelas públicas del Perú libre.
- 9º El primer intento de rescatar, valorizar y difundir la cultura nacional mediante la creación de la Biblioteca Nacional del Perú.

El Protectorado fue una dictadura que se basó en un Estatuto, que tuvo las siguientes características:
- 1º El Estatuto de gobierno fue una norma de emergencia, provisional, correspondiente a una situación revolucionaria para un Estado emergente, que había conquistado su independencia parcial y que trataba de culminarla.
- 2º En sus principios declarativos fue de corte liberal, porque incluía la defensa de los derechos del hombre, que habían inspirado la revolución francesa y la independencia norteamericana.
- 3.º La organización territorial del Estado independiente se basó en el sistema departamental.
- 4º La Alta Cámara de Justicia reemplazó a la Real Audiencia de Lima y asumió las funciones jurídicas y políticas del país.
- 5º Se propuso crear un Consejo de Estado, que secundaría al Protector en su gobierno, formado por varios miembros, entre los cuales estarían 3 condes criollos y un marqués inca.

Otras disposiciones que se dieron en el Perú, durante el Protectorado, fueron:
- 1º En una medida francamente conservadora, San Martín respetó todos los títulos de la nobleza virreinal, cambiando la denominación de Títulos de Castilla por la de Títulos del Perú.
- 2º Quedó fundada la Sociedad Patriótica de Lima, con la intención de defender la instauración de un régimen monárquico peruano, del que San Martín era partidario; pero, en la práctica, sus integrantes abogaron por el sistema republicano.
- 3º Se creó la Orden El Sol del Perú para reconocer la labor de los peruanos más distinguidos y darles un estatus parecidos al de los Títulos del Perú.
- 4º Una comisión especial, integrada por Juan García del Río y James Paroissien, viajó a Europa por orden de San Martín para buscar un príncipe que viniera al Perú como rey. Estos dos personajes salieron del Perú en diciembre de 1821 y arribaron a Londres en septiembre de 1822, época en que se terminaba el Protectorado de San Martín. Aunque fueron reemplazados por Ortiz de Zevallos y Juan Parish Robertson, en el Perú se había consolidado la idea del sistema republicano, por tanto, los comisionados tanto de la primera como de la segunda, fracasaron en su intento.
- 5º Los primeros miembros del gabinete sanmartiniano fueron: Juan García del Río, ministro de Relaciones Exteriores; Bernardo de Monteagudo, ministro de Guerra y Marina; e Hipólito Unanue, ministro de Hacienda. El primero era colombiano, natural de Cartagena de Indias; el segundo, argentino, de la provincia de Tucumán; y el tercero, peruano nacido en Arica.
- 6º Prefecto de Lima fue nombrado José de la Riva-Agüero, un joven y rico aristócrata de Lima, que había colaborado intensamente por la causa de la libertad.

### Desastre de La Macacona
El problema mayor para San Martín, era, indudablemente, la guerra contra los realistas. Hay quienes le han reprochado el no emprender una ofensiva total sobre los realistas, como lo había hecho en Chile, pero el Libertador tenía sus razones para proceder así. En primer término, era consciente de la inferioridad numérica de sus fuerzas, comparada con la de los virreinales. Estos dominaban el interior del país, desde Jauja hasta el Alto Perú, y sumaban un total de 23.000 soldados, mayormente hombres andinos y mestizos reclutados a la fuerza. San Martín solo contaba con 4.000 efectivos. Un importante triunfo para los patriotas fue la rendición de las fortalezas del Callao, el 19 de septiembre de 1821, cuyo jefe, el mariscal peruano José de La Mar, se sumó a la causa patriota. Mientras tanto, el virrey La Serna reorganizaba sus fuerzas en la sierra central y sur del Perú y en el Alto Perú, desde donde realizó incursiones sobre la costa, destruyendo un ejército patriota en la batalla de Ica o de La Macacona, el 7 de abril de 1822. 

### Independencia de Quito
El 24 de mayo de 1822, tropas peruano-colombianas derrotaron a los realistas en la batalla de Pichincha (actual territorio del Ecuador) y ocuparon Quito el 25 de mayo. El contingente peruano que intervino en esta batalla, estuvo compuesto por 1,600 efectivos al mando del coronel Andrés de Santa Cruz y se unió a la tropa patriota colombiana en Saraguro, el 9 de febrero de 1822. Este suceso es memorable, pues por primera vez confluían las dos corrientes libertadoras, la del Norte y la del Sur. 
Posteriormente, el general Simón Bolívar invadió Guayaquil, con el afán de anexarla a la Gran Colombia, de la que era su caudillo indiscutible. Tanto el Libertador del Norte, Bolívar, como el Libertador del Sur, San Martín, estaban convencidos de que la definición de la independencia americana, tenía que darse en suelo peruano.

### Entrevista de Guayaquil

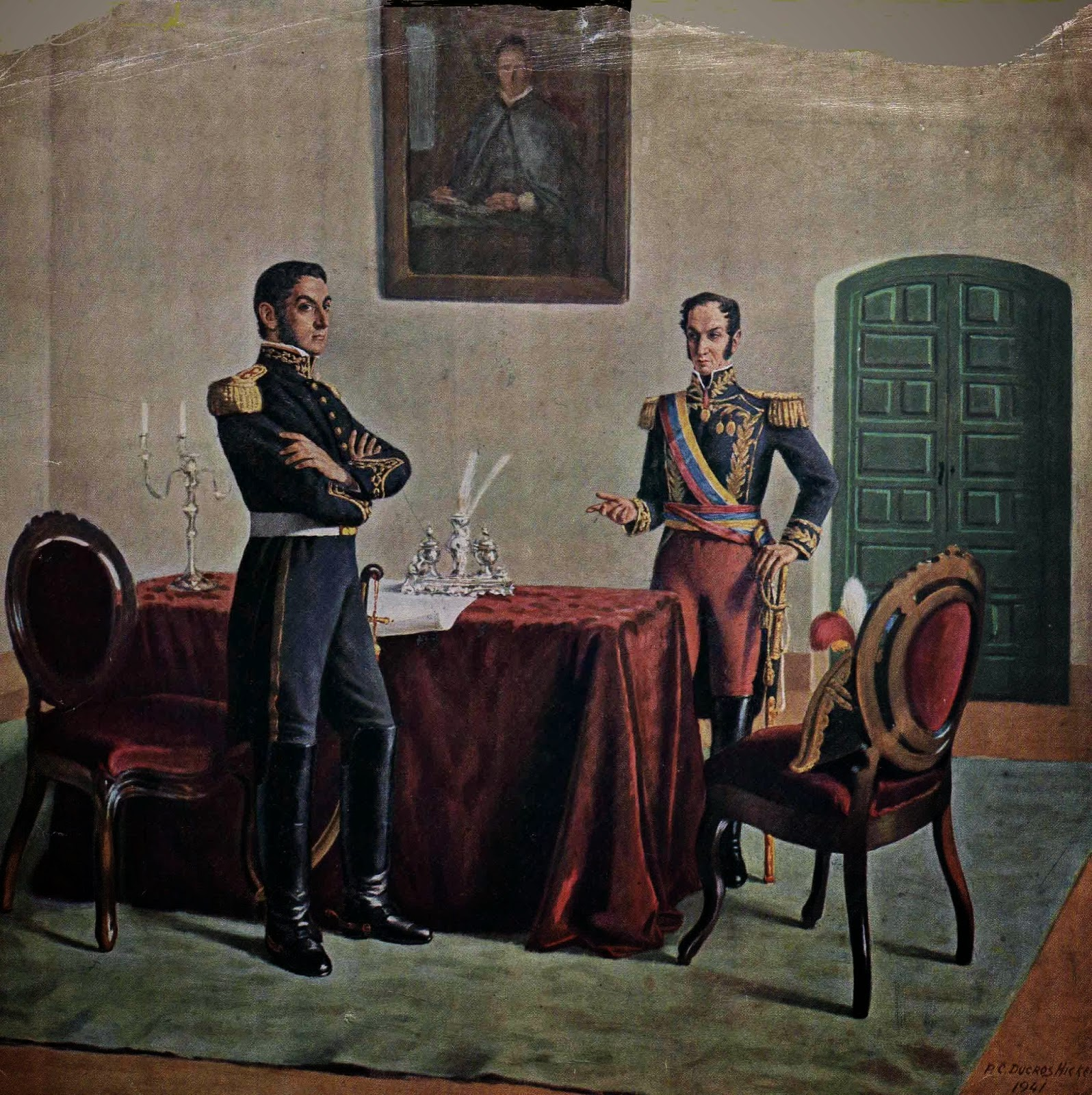
Entrevista de Guayaquil, entre los libertadores José de San Martín y Simón Bolívar.

San Martín, no pudo, sin embargo, culminar la guerra contra los españoles. Si bien todo el norte del Perú se había sumado voluntariamente a la causa patriota, el centro y el sur del país permanecían ocupadas por las tropas virreinales. San Martín consideró necesaria la ayuda militar externa y en pos de ella fue a entrevistarse en Guayaquil con Bolívar. En la entrevista de Guayaquil, realizada entre los días 26 y 27 de julio de 1822, los Libertadores discutieron tres importantes cuestiones:
- La suerte de Guayaquil, que siendo territorio peruano, fue anexado por Bolívar a la Gran Colombia.
- La ayuda que debía prestar Bolívar para el fin común de la independencia del Perú.
- La forma de gobierno que debían adoptar las nacientes repúblicas hispanoamericanas.

La entrevista no llegó ningún resultado concreto. En lo que respecta al primer punto, Bolívar ya había decidido que Guayaquil perteneciera a la Gran Colombia y no admitió ninguna discusión al respecto. En cuanto al segundo punto, Bolívar ofreció enviar al Perú una fuerza auxiliar grancolombiana de 2000 hombres, que San Martín consideró insuficiente. Y en lo referente al tercer punto, Bolívar era decididamente republicano, contraponiéndose así al monarquismo del Libertador rioplatense. Desilusionado, San Martín retornó al Perú, ya convencido de que debía retirarse para dar pase al Libertador del Norte.

### Primer Congreso Constituyente

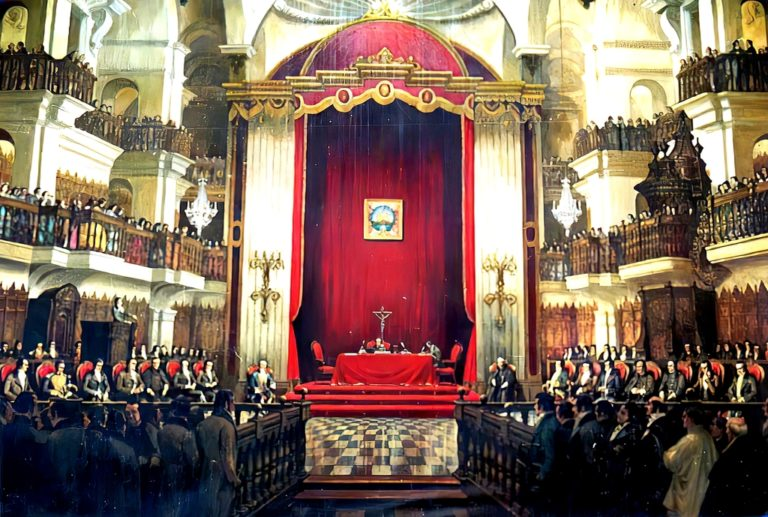
Primer Congreso Constituyente del Perú (1822).

Antes de los sucesos de Guayaquil, San Martín había convocado al Primer Congreso Constituyente del Perú, el 1 de mayo de 1822. Se eligieron 80 diputados, instalándose solemnemente este legislativo el 20 de septiembre de 1822. Lo presidía el clérigo Francisco Xavier de Luna Pizarro. Apenas instalado este Primer Congreso Constituyente, aprobó una proposición que decía: “…que el Congreso Constituyente del Perú está solemnemente constituido e instalado, la soberanía reside en la nación, y su ejercicio en el Congreso que legítimamente la representa”. 
Luego de la instalación y en la misma fecha, este Congreso ofreció al general San Martín, poderes dictatoriales, que rehusó. Se varió el ofrecimiento al de Fundador de la Libertad del Perú y Generalísimo de las Armas, título que fue aceptado por San Martín, aunque de manera honorífica. Su decisión de retirarse, era terminante. 
El Congreso aceptó la renuncia de San Martín y convino en la proposición de Arce diciendo que “como quiera que el Congreso debe retener cuanta autoridad sea dable para hacer cumplir sus determinaciones, y corriendo riesgo de que un Poder Ejecutivo extraño, aislado y separado de él, aunque hechura suya, le puede formar partido de oposición” determinaba que “el Congreso conserve el Poder Ejecutivo”. Se decidió también que el Poder Ejecutivo debería estar conformado por tres personas. Uno de los diputados, José Faustino Sánchez Carrión, el célebre “El Solitario de Sayán”, sentenció en aquella oportunidad: “Tres no se unen para oprimir. El gobierno de uno es más eficaz si gobernar es tratar a la raza humana como a las bestias…” y agrega: “La Libertad es mi ídolo, como lo es del pueblo. Sin ella no quiero nada; la presencia de uno sólo en el mando me ofrece la imagen odiada del Rey”.Y así quedó constituida la Suprema Junta Gubernativa, conformada por tres congresistas:
- El general José de La Mar, natural de Cuenca, en el actual Ecuador.
- El jurista y militar Felipe Antonio Alvarado, natural de Río de la Plata.
- El conde Manuel Salazar y Baquíjano, noble limeño.

Varias declaraciones de este Primer Congreso Constituyente, marcan el final de los sueños monárquicos, como la declaración del 11 de noviembre de 1822 sobre la incompatibilidad de la Orden del Sol y de los Títulos de Castilla con la forma de Gobierno del Perú y la declaración del 12 de noviembre del mismo año, desautorizando a los comisionados García del Río y James Paroissien.
José de San Martín se retiró a la Magdalena, en donde tenía una casa de campo. Acompañado por una pequeña escolta y un ayudante, la misma noche de su renuncia, montado a caballo, se dirigió a Ancón, al norte de Lima. En la madrugada del día 22 de septiembre, en el bergantín Belgrano, se embarcó rumbo a Valparaíso, Chile.
El Primer Congreso Constituyente promulgó el 12 de noviembre de 1823, la Primera Constitución Política de la República, de clara tendencia liberal. Fue una Constitución efímera; cuando llegó al Perú el general Simón Bolívar, el propio Congreso Constituyente, tuvo que suspender sus efectos para poderle dar al Libertador poderes dictatoriales.

## Gobierno de la Suprema Junta Gubernativa (1822-1823)

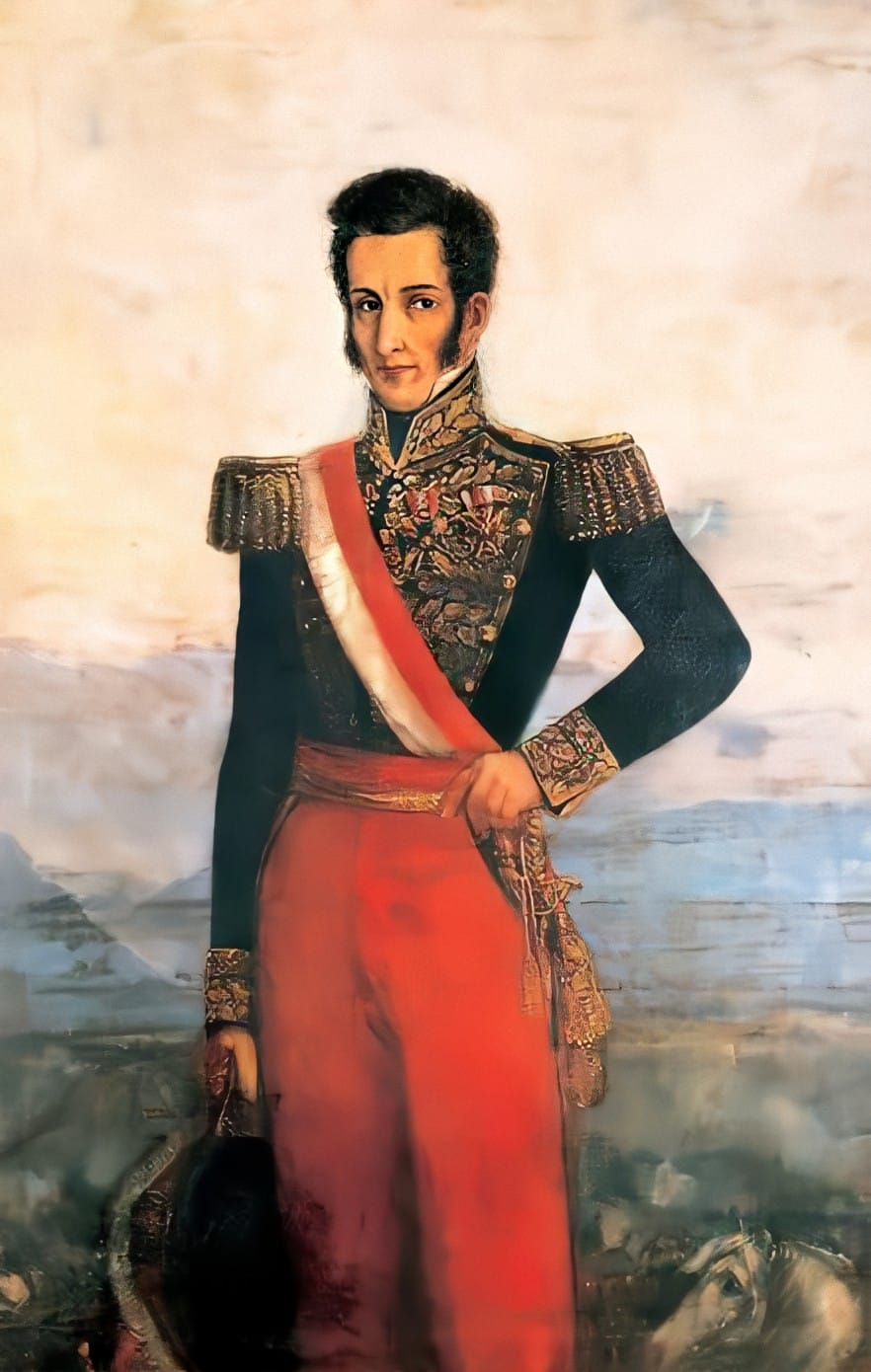
José de La Mar, presidente de la Suprema Junta Gubernativa del Perú (1822-1823).

La misión primordial de la Suprema Junta Gubernativa, era proseguir la lucha contra los realistas. El virrey La Serna contaba con más de 20.000 soldados que ocupaban el territorio entre Cerro de Pasco (centro del Perú) y el Alto Perú (sur del Perú, actual Bolivia). Ya San Martín había previsto que eran necesarias más fuerzas para poder derrotar a los realistas, quienes habían convertido todo ese territorio en un verdadero bastión de su poderío. Se hallaba todavía en curso la ayuda que Bolívar había ofrecido al Perú para derrotar a los españoles. Efectivamente, durante la entrevista de Guayaquil, Bolívar ofreció a San Martín ayuda militar al Perú, la que se concretizó en julio de 1822, con el envío de tropas al mando de Juan Paz del Castillo, pero estas eran todavía insuficientes. En septiembre de ese año, Bolívar ofreció otros 4.000 soldados más, pero la ya instalada Suprema Junta Gubernativa solo aceptó la recepción de 4.000 fusiles. Las relaciones del Perú con la Gran Colombia entraron en su punto más crítico debido a la anexión de Guayaquil a territorio grancolombiano. A ello se sumó el hecho de que Juan Paz del Castillo recibiera instrucciones de su gobierno de no comprometer a sus fuerzas solo en caso de que el éxito estuviera garantizado y solo en el norte peruano, por lo que entró en conflicto con los intereses del Perú, que se enfocaban en atacar a los realistas del centro y del sur. Dicho oficial colombiano retornó a su patria, en enero de 1823, disgustado al no lograr imponer sus condiciones. Las relaciones con la Gran Colombia se enfriaron entonces, en los precisos instantes en que se libraba la llamada Primera Campaña de Intermedios.

### Primera Campaña de Intermedios
La Suprema Junta de Gobierno organizó una expedición militar contra los españoles que todavía dominaban el sur del Perú. Esa expedición se conoció como “Campaña de los puertos intermedios” o simplemente “Campaña de Intermedios”, pues el plan era atacar a los españoles desde la costa sur situada entre los puertos de Ilo y Arica. Este plan había sido bosquejado por el mismo San Martín, pero originalmente contemplaba, además del ataque desde la costa sur peruana, una ofensiva combinada de los argentinos por el Alto Perú y de los patriotas de Lima por el centro del Perú. Sin embargo, la Junta no pudo lograr el concurso del gobierno de Buenos Aires, abrumado por dificultades internas, y no otorgó al ejército que guarnecía Lima los medios necesarios para que iniciara oportunamente una ofensiva a la sierra central. La partida del colombiano Juan Paz del Castillo influyó también para que se paralizaran los preparativos del llamado ejército patriota del Centro.
Esta primera Campaña de Intermedios, comandada por el general rioplatense Rudecindo Alvarado, acabó en total fracaso al no seguirse el plan completo y al no ponerse dinamismo en las acciones, lo que dio tiempo a que los realistas se pusieran a la defensiva. 
Alvarado llegó a Iquique en donde hizo desembarcar un destacamento para que iniciara acción sobre el Alto Perú. Luego se dirigió a Arica, donde permaneció sin desembarcar por espacio de tres semanas, dando tiempo para que el virrey La Serna, informado por su servicio de espionaje de la presencia patriota, ordenara a sus lugartenientes José de Canterac y Gerónimo Valdés acudir con sus fuerzas a la zona amenazada. Cuando a fines de diciembre Alvarado desembarcó en Arica y avanzó sobre Moquegua se encontró con las fuerzas realistas que ocupaban mejores posiciones. Valdés le salió al encuentro, librándose la batalla de Torata. El jefe realista resistió ocho horas hasta que llegó en su auxilio Canterac con su caballería; juntos pusieron en fuga a los patriotas, logrando así la victoria para la bandera del rey (19 de enero de 1823). Animado Valdés con su éxito, persiguió a las tropas de Alvarado, alcanzándolas y venciéndolas definitivamente en la batalla de Moquegua (21 de enero de 1823). Las tropas patriotas, reducidas a la cuarta parte de su número original, tuvieron que reembarcarse precipitadamente y retornar al Callao con cerca de 1000 sobrevivientes.
De entonces data la letrilla que los españoles difundieron desde su campamento situado a poca distancia de Lima, en la que se burlaban del Congreso:

Congresito ¿cómo estamos

con el tris tras de Moquegua?

De aquí a Lima hay una legua.

¿Te vas? ¿Te vienes? ¿Nos vamos?

Tras este desastre militar, la Junta Gubernativa y el Congreso quedaron tremendamente desacreditados ante la opinión pública. Se temió que las tropas realistas acantonadas en Jauja (sierra central peruana), pasaran a la ofensiva y reconquistaran Lima.

### El motín de Balconcillo
Los oficiales patriotas al mando de las tropas que guarnecían Lima, ante el temor de una ofensiva española, firmaron una solicitud ante el Congreso, fechada el 23 de febrero de 1823 en Miraflores, invocando la designación de un solo Jefe Supremo «que ordene y sea velozmente obedecido», en reemplazo del cuerpo colegiado que integraba la Junta; se sugería incluso el nombre del oficial indicado para asumir el gobierno: el coronel José de la Riva-Agüero.
La crisis se ahondó al ser presentada otra solicitud al Congreso por parte de las milicias cívicas acuarteladas en Bellavista y una tercera encabezada por Mariano Tramarría. El día 27 de febrero las tropas se movilizaron desde sus acantonamientos hasta la hacienda de Balconcillo, a media legua de Lima, desde donde exigieron la destitución de la Junta. Estos sublevados estaban encabezados por el general Andrés de Santa Cruz. Fue el primer golpe de Estado de la historia republicana peruana, conocido como el Motín de Balconcillo, con el que se inauguró la sucesión de gobiernos de facto que jalonaron el transcurso de la vida republicana.

### Disolución de la Junta y elección de Riva-Agüero
Ante tal presión, ese mismo día, el Congreso acordó cesar a la Junta Gubernativa y encargar interinamente la máxima magistratura al jefe militar de mayor graduación, que era José Bernardo de Tagle, marqués de Torre Tagle. El 28 de febrero, el Congreso ordenó poner en libertad al general José de La Mar, que había sido arrestado en su domicilio, y citó al general Andrés de Santa Cruz, quien hizo una exposición oral de la posición de los jefes y terminó diciendo que acataban la orden del Congreso pero que si no se nombraba a Riva-Agüero como Presidente de la República, él y los jefes militares renunciarían y se irían del país. Ante lo expresado por Santa Cruz, el Congreso nombró a Riva-Agüero como Presidente de la República por 39 votos a favor de un total de 60; no se le asignó funciones ni plazos. Pocos días después el mismo Congreso lo ascendió a Gran Mariscal y dispuso que utilizara la banda bicolor como distintivo del poder ejecutivo que administraba (4 de marzo de 1823). Desde entonces todos los Presidentes del Perú han lucido dicha banda presidencial.

## Gobierno de Riva-Agüero (1823)

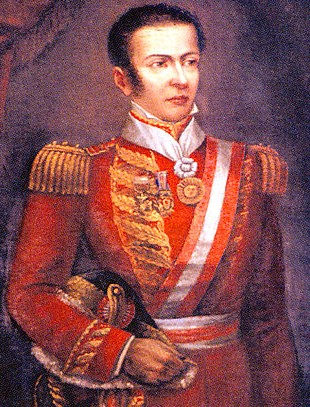
José de la Riva-Agüero, primer presidente del Perú.

Riva-Agüero puso en marcha una gran actividad para poner al Perú en condiciones de terminar por cuenta propia la guerra de la independencia. Su obra gubernativa se concretó en los siguientes puntos:
1. Se abocó a una labor de organización y mejoramiento del Ejército poniendo gran empeño en aumentar sus efectivos con elementos peruanos. Al frente de él puso al general Andrés de Santa Cruz. Ordenó al comandante Antonio Gutiérrez de la Fuente formar fuerzas de reserva en las provincias del norte, en Trujillo, así como al coronel Ramón Castilla la creación del cuarto Escuadrón de Húsares.
2. Formó la primera escuadra peruana, cuyo mando encargó al Vicealmirante Martín Guise. Creó la Escuela Naval del Perú. Estableció un permanente bloqueo de la costa para defenderla de las incursiones realistas.
3. Recogió el papel moneda emitida bajo el Protectorado de San Martín y cuya circulación quedó prohibida.
4. Envió misiones diplomáticas a la Gran Colombia, Chile y las Provincias Unidas del Río de la Plata para solicitar la ayuda inmediata de estos países para consolidar el proceso de independencia. La ayuda que más necesitaba Riva-Agüero era la de Bolívar, nombrando con tal fin como su Ministro Plenipotenciario ante el Libertador al general Mariano Portocarrero. Portocarrero pactó con Bolívar en Guayaquil un auxilio de 6.000 hombres, equipados y pagados por el Perú, y conforme a este pacto, empezaron a llegar al Callao las primeras tropas grancolombianas (abril de 1823). Junto con ellas llegó, en calidad de Enviado Extraordinario de Bolívar, el general Antonio José de Sucre, pero cuyo verdadero objetivo era preparar el terreno para que Bolívar fuera llamado al Perú. Riva-Agüero envió también a Chile al diplomático José de Larrea y Loredo, quien logró conseguir un empréstito del gobierno chileno y una ayuda en hombres y materiales para continuar la guerra contra los españoles. Ante las Provincias Unidas del Río de la Plata encargó la representación del Perú al Vicealmirante Manuel Blanco Encalada, sin resultados positivos.
5. Los comisionados James Paroissien y Juan García del Río lograron la contratación con Inglaterra de un empréstito por 1.200.000 libras esterlinas, el primero de la historia republicana del Perú. Ello permitió a Riva-Agüero disponer de los fondos necesarios para su obra gubernativa.

### Segunda Campaña de Intermedios
Riva-Agüero emprendió la Segunda Campaña de Intermedios, embarcándose sus tropas del 14 a 25 de mayo de 1823, rumbo a los puertos del sur, desde donde planeaba atacar a los españoles que todavía dominaban todo el sur peruano. Esta expedición la comandaba el general Andrés de Santa Cruz y como jefe de Estado mayor iba el entonces coronel Agustín Gamarra. Santa Cruz prometió regresar victorioso o muerto. Era la primera vez que se ponía en acción un ejército formado íntegramente por peruanos. Santa Cruz desembarcó sus fuerzas en Iquique, Arica y Pacocha y avanzó sobre el Alto Perú. Los patriotas obtuvieron al principio algunas victorias. Gamarra ocupó Oruro y Santa Cruz La Paz. Pero la reacción de los realistas no se hizo esperar. El virrey La Serna envió a su general Gerónimo Valdés para que atacara a Santa Cruz, produciéndose la batalla de Zepita (25 de agosto de 1823), a orillas del lago Titicaca. Los patriotas quedaron dueños del campo, pero sin obtener una victoria decisiva. Acto seguido, Santa Cruz ordenó la retirada hacia la costa, siendo perseguido muy de cerca por las fuerzas de La Serna y Valdés, quienes despectivamente denominaron a esta campaña como la “campaña del talón”, aludiendo a lo cerca que estuvieron de los patriotas que se retiraban, casi “pisándoles los talones”. Santa Cruz no paró hasta llegar al puerto de Ilo donde se embarcó con 700 sobrevivientes. La campaña terminó, pues, en total fracaso para los patriotas.

### Pugna con el Congreso
Al quedar Lima desguarnecida, el jefe realista José de Canterac avanzó desde la sierra contra la capital. Riva-Agüero ordenó entonces el traslado de los organismos del gobierno y las tropas a la Fortaleza del Real Felipe del Callao, el 16 de junio de 1823. El día 19 las fuerzas españolas ocupaban Lima.
En el Callao estalló la discordia entre el Congreso y Riva-Agüero. El Congreso resolvió que se trasladasen a Trujillo los poderes Ejecutivo y Legislativo; creó además un Poder militar que confió al general venezolano Antonio José de Sucre (que había llegado al Perú en mayo de dicho año, al frente de las primeras tropas colombianas), y acreditó una delegación para solicitar la colaboración personal de Simón Bolívar en la guerra contra los españoles (19 de junio de 1823). Enseguida, el mismo Congreso concedió a Sucre facultades iguales a las de Presidente de la República mientras durara la crisis, y el día 23 de junio dispuso que Riva-Agüero quedara exonerado del mando supremo.
Riva-Agüero no acató tal disposición congresal y se embarcó a Trujillo (norte del Perú) con parte de las autoridades. Mantuvo su investidura de Presidente, decretó la disolución del Congreso (19 de julio de 1823) y creó un Senado integrado por diez diputados. Formó tropas e intentó reforzarlas con los restos de la campaña de Intermedios. Mientras que en Lima, el Congreso fue nuevamente convocado por el presidente provisorio Torre Tagle, el 6 de agosto del mismo año. 

## Gobierno de Torre Tagle (1823-1824)

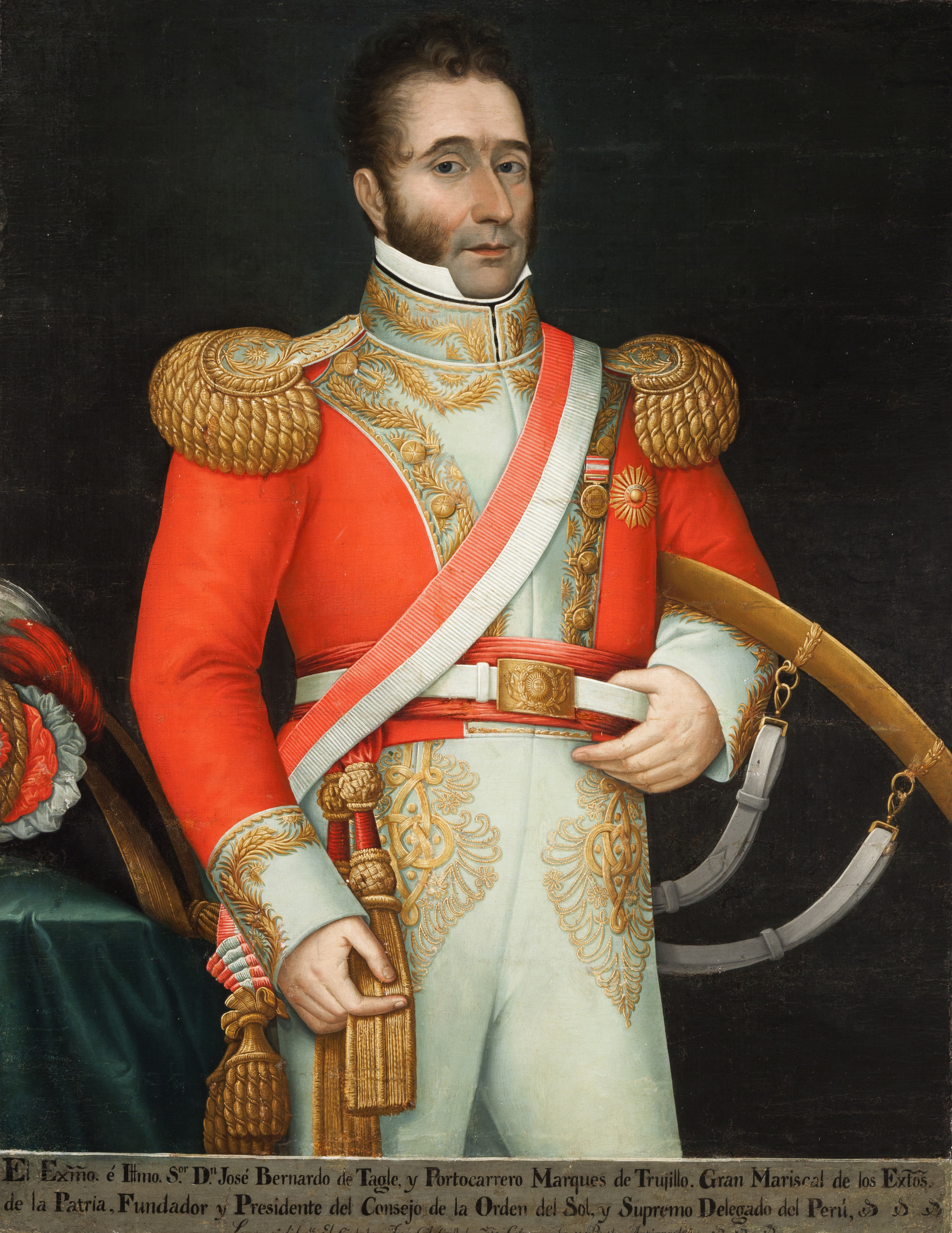
José Bernardo de Tagle por José Gil de Castro.

El Congreso reconoció a José Bernardo de Tagle como Presidente de la República, siendo este el segundo ciudadano en adoptar dicho título, después de Riva-Agüero. Cundió pues la anarquía en el Perú, al existir al mismo tiempo dos gobiernos. 
Su obra gubernativa se concretó en los siguientes puntos: 
- Reinstaló el Congreso que había sido disuelto por Riva-Agüero (6 de agosto de 1823). A pesar de sus defectos, el Congreso surgía entonces como el único representante de la soberanía y la sola fuente de legitimidad. Formaban parte de él personalidades de la talla de José Faustino Sánchez Carrión, Toribio Rodríguez de Mendoza, Manuel Salazar y Baquíjano, José de La Mar, Hipólito Unanue, Justo Figuerola, entre otros. Su tarea inmediata fue la culminación de su labor constituyente, es decir, el texto de la que sería la primera carta política de la República peruana.
- Estuvo de acuerdo con que el Congreso concediera a Bolívar autoridad militar y política en todo el territorio de la República, con gran amplitud de poderes, bajo la denominación de Libertador. Debía ponerse de acuerdo con Bolívar en todos los casos que fuesen de su atribución natural y que no estuvieran en oposición con las facultades otorgadas al Libertador (10 de septiembre de 1823). Como irrisoria compensación a esta disminución de su poder, el Congreso otorgó a Tagle una medalla con el nombre de «Restaurador de la representación soberana».
- Promulgó la Constitución liberal de 1823 (12 de noviembre de 1823), la primera que tuvo el Perú. Estaba dividida en tres secciones consagradas a la nación peruana, el territorio, la religión y la ciudadanía; a la forma de gobierno y los poderes que lo integraban; y a los medios de conservar el gobierno. Hay que señalar que un día antes de esta promulgación, el mismo Congreso declaró que suspendía el cumplimiento de los artículos constitucionales incompatibles con las facultades dadas a Bolívar. De modo que, en la práctica, la Constitución de 1823 no estuvo ni un solo día en vigor durante el gobierno de Tagle. Solo tras la caída del régimen bolivariano en 1827 fue restituida, para durar efímeramentes, al ser reemplazada en 1828 por otra Constitución.

### Bolívar es invitado para consolidar la independencia peruana
El Congreso peruano acatando las recomendaciones del general Sucre, invitó al Libertador del Norte, general Simón Bolívar a trasladarse al Perú «para consolidar la independencia». Bolívar se embarcó en el bergantín Chimborazo en Guayaquil, el 7 de agosto de 1823, llegando al Callao el 1 de septiembre del mismo año. El día 10 de septiembre el Congreso de Lima le otorgó la suprema autoridad militar en toda la República. Seguía siendo Torre Tagle presidente, pero debía ponerse de acuerdo en todo con Bolívar. El único obstáculo para Bolívar era Riva-Agüero, quien dominaba el norte del Perú, con capital en Trujillo. Riva-Agüero no dio señal de querer llegar a un acuerdo que posibilitara la unificación de todas las fuerzas patriotas bajo el mando del Libertador del Norte, y más bien quiso entenderse con los realistas. 
El mismo Bolívar abrió campaña contra Riva-Agüero, marchando al norte. Pero antes de que se desatara la guerra civil, Riva-Agüero fue apresado por sus propios oficiales encabezados por el coronel Antonio Gutiérrez de la Fuente, quien, desobedeciendo la orden de fusilarlo, lo desterró a Guayaquil (25 de noviembre de 1823). Bolívar entró a Trujillo en diciembre de 1823 y quedó así dominando la escena política y militar del Perú. Luego emprendió regreso a Lima. El 1 de enero de 1824, estuvo en Nepeña y Huarmey, de ahí pasó a Pativilca en donde enfermó de paludismo.

## Gobierno Dictatorial de Bolívar (1824-1826)

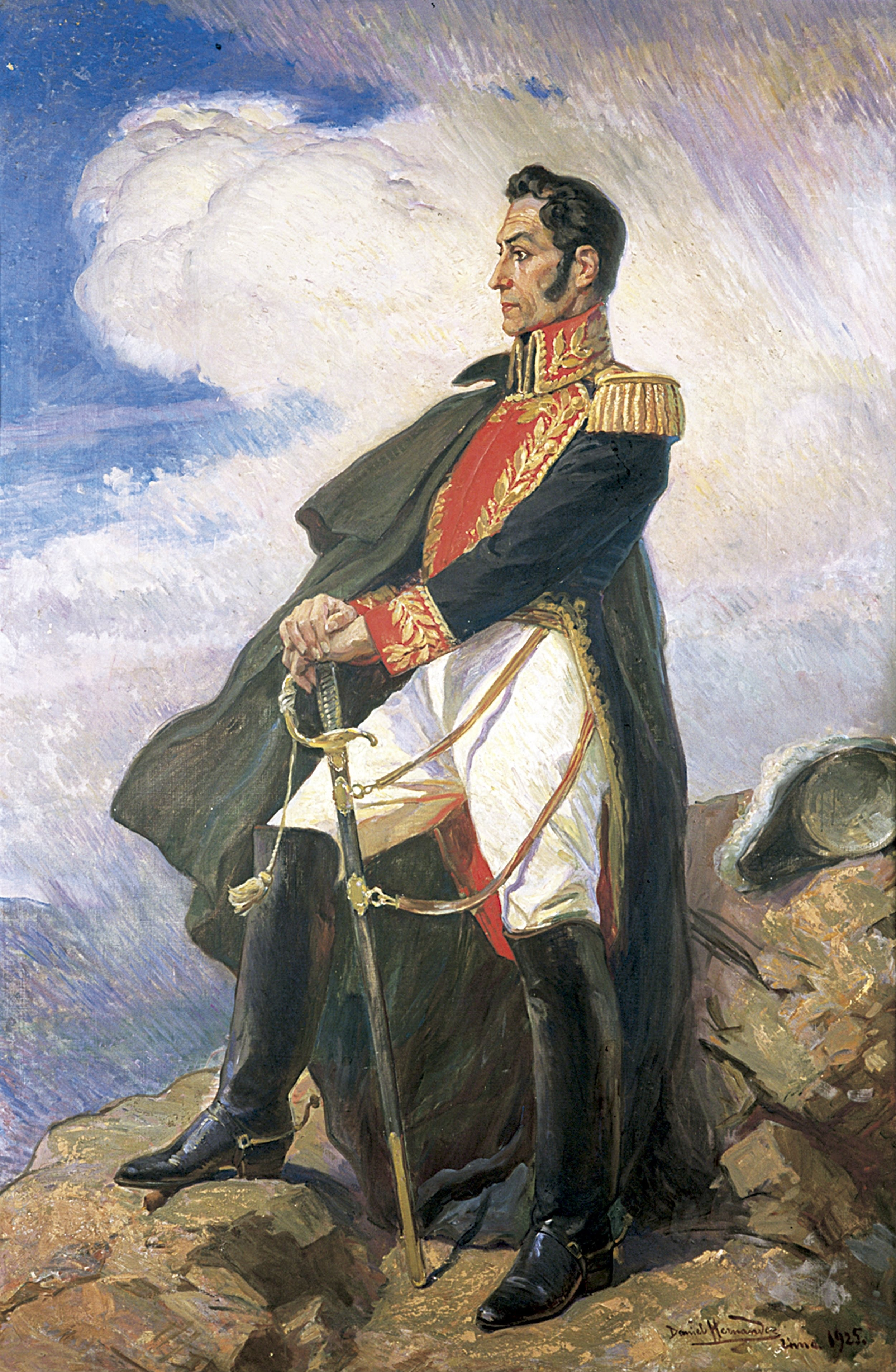
Retrato en óleo de Simón Bolívar (1925) por Daniel Hernández Morillo.

Los realistas, enterados de la enfermedad de Bolívar, aprovecharon la situación y lograron que las tropas patriotas (rioplatenses y chilenas) que guarnecían la Fortaleza del Real Felipe en el Callao, se amotinaran, reclamando pagos devengados y otros maltratos. Los amotinados lograron tomar el fuerte, liberaron a los prisioneros españoles, les devolvieron sus cargos y jerarquías y junto con ellos, enarbolaron la bandera española, cometiendo traición a la causa libertadora. Este acto de sedición causó desconcierto en Lima (5 de febrero de 1824). Ante tal delicada situación, el Congreso dio el 10 de febrero un memorable decreto entregando a Bolívar la plenitud de los poderes para que hiciera frente al peligro, anulando la autoridad de Torre Tagle. Se instaló así la Dictadura. 
Canterac ordenó que los generales realistas José Ramón Rodil y Juan Antonio Monet aprovecharan esa circunstancia y tomaran Lima. A marchas forzadas, el general Monet, desde Jauja y el general Rodil, desde Ica, se juntaron en Lurín, el 27 de febrero de 1824. Los patriotas de Lima, se vieron obligados a abandonarla, al mando del general Mariano Necochea, quien junto con 400 montoneros a caballo, fueron los últimos en retirarse el 27 de febrero. Los realistas ingresaron a Lima el 29 de febrero del mismo año.
Bolívar, ya recuperado de su enfermedad, ante las terribles noticias que le llegaban de Lima, inició los preparativos para una retirada a Guayaquil, temiendo la pérdida territorial de Colombia alcanzada en las campañas del Sur. Instaló su cuartel general en Trujillo y recibió la ayuda de los peruanos, tanto en dinero, abastecimientos y recursos de toda índole, como en combatientes. Efectivamente, fuera de su ejército regular, Bolívar contó con la valiosa ayuda de 10,000 montoneros. Este enorme contingente de soldados irregulares estaba integrado principalmente por indígenas reclutados en las provincias libres. Bolívar comisionó a los líderes de los montoneros para actuar en los siguientes frentes: Francisco de Paula Otero, nombrado comandante general de los montoneros de la sierra; Ignacio Ninavilca, de la zona de Huarochirí, quien posteriormente fue nominado como representante ante el congreso; el coronel Juan Francisco de Vidal, de La Oroya; el mayor Vicente Suárez, de Canta; y el comandante María Fresco, a cargo de Junín.

### Ruptura realista
Pero la salvación de Bolívar llegó de la mano de la rebelión o sublevación de Pedro Antonio Olañeta, jefe militar del Alto Perú, que involucró a todo el ejército realista altoperuano, el 22 de enero de 1824, contra la autoridad del virrey La Serna provocando una guerra doméstica que desarticuló el sistema defensivo español. Fue la rebelión de Olañeta, el consecuente enfrentamiento interno entre los monárquicos y el desprendimiento de la división de Valdés del ejército real principal lo que permitió a Bolívar reorganizarse y recuperar la iniciativa, perdida por la decisión del virrey La Serna de abandonar la persecución contra Bolívar por el norte, y dirigir sus principales fuerzas contra Olañeta, tratando de preservar el Alto Perú.

### Campaña de Junín
Mientras Bolívar preparaba todo lo concerniente a la campaña final de la independencia desde su cuartel en Trujillo, Sucre recorría el terreno en la sierra, y con la protección de los montoneros levantaba croquis y planos del territorio que sería inevitablemente escenario de la guerra. Se mejoró el servicio de espionaje, se prepararon los campos y el forraje para los caballos, y se establecieron depósitos de víveres a lo largo de la ruta que debía recorrer el ejército libertador.
Tanto los soldados como los caballos se entrenaron para afrontar los rigores del clima. El ejército se hallaba concentrado entre Cajamarca y Huaraz. La división peruana estaba al mando del mariscal José de La Mar, mientras los colombianos, reforzados con nuevas tropas llegadas de Colombia al mando de los generales Jacinto Lara y José María Córdova, estaban encabezados por Sucre.

### Movimientos preliminares
Bolívar logró formar un ejército de cerca de 10 000 hombres, pero las fuerzas virreinales sumaban cerca de 18.000. Un suceso vino entonces a nivelar las fuerzas rivales. Fue la sublevación del general español Pedro Antonio Olañeta en el Alto Perú al frente de 4,000 soldados (febrero de 1824), lo que obligó a La Serna a enviar al general Valdés a combatirle con las fuerzas realistas acantonadas en Puno. Esta coyuntura motivó a Bolívar a abrir de inmediato campaña contra el ejército realista más cercano, que era el de José de Canterac, el cual estaba acantonado entre Jauja y Huancayo. 
El ejército libertador avanzó hasta el Callejón de Huaylas (Áncash). En el mes de mayo, continuó su marcha hacia la sierra central, apoyado eficazmente por las montoneras acaudilladas por Marcelino Carreño. Arribó a Huánuco, el 26 de junio de 1824. Luego siguió hacia Cerro de Pasco. 
Entre el 31 de julio y el 10 de agosto de 1824 quedó concentrado el ejército patriota en la región de Quillota, Rancas y Sacramento. Sumaban en total unos 8.000 hombres. El 2 de agosto el Libertador pasó revista a su ejército en el llano de Rancas, a 36 km de Cerro de Pasco. Terminada la revista, arengó a sus soldados desplegando una elocuencia arrolladora, una virtud que se complementaba con su talento militar:

¡Soldados! Vais a completar la obra más grande que el cielo ha encomendado a los hombres: la de salvar un mundo entero de la esclavitud.

¡Soldados! Los enemigos que vais a destruir se jactan de catorce años de triunfos. Ellos, pues serán dignos de medir sus armas con las vuestras que han brillado en mil combates.

¡Soldados! El Perú y la América toda aguardan de vosotros la paz, hija de la victoria, y aún la Europa liberal os contempla con encanto porque la libertad del Nuevo Mundo es la esperanza del Universo. ¿La burlaréis? No. No. Vosotros sois invencibles.

El ejército libertador continuó su avance hacia el sur, bordeando el lago Junín (llamado también Chinchaycocha o de los Reyes). Canterac se enteró tarde del avance patriota pues no contaba con un buen servicio de espionaje y decidió salir al encuentro del adversario, partiendo de Jauja el 10 de agosto con 7000 hombres de infantería y 1300 de caballería, en dirección a Cerro de Pasco. Al llegar allí, se sorprendió al saber que Bolívar marchaba hacia Jauja por el lado izquierdo del lago, para cerrarle el paso. Temeroso de que los patriotas le cortaran la retirada hacia sus bases, Canterac ordenó inmediatamente la contramarcha. 
El 5 de agosto Canterac se encontraba en Carhuamayo, en la margen oriental del lago, mientras Bolívar se encontraba más o menos a la misma altura, en la margen occidental del mismo. El español ordenó apurar la retirada para adelantarse al Libertador.
Al amanecer del 6 de agosto ambos adversarios convergían al extremo sur del lago sobre el Pueblo de Reyes (hoy Junín). La infantería realista, más ligera, atravesó la pampa llamada Junín, que se encuentra al sur de dicha ciudad, dos horas antes que aparecieran los patriotas.

### Batalla de Junín

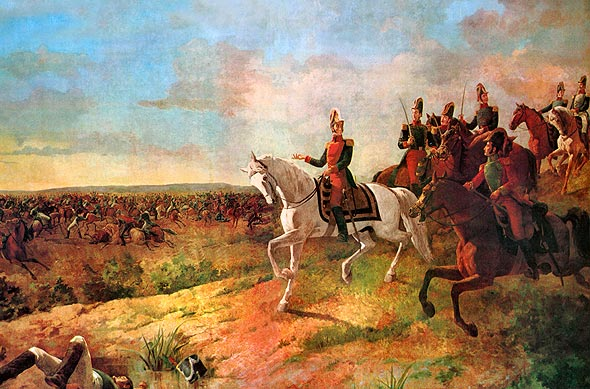
Batalla de Junín - Óleo de Martín Tovar y Tovar.

Eran las dos de la tarde del 6 de agosto de 1824 cuando Bolívar llegó a la pampa de Junín y observó que la infantería realista ya había pasado y que solo la caballería realista, que iba a retaguardia, se encontraba a la vista, en medio de una inmensa polvareda. Por su parte, la caballería patriota, de 900 efectivos, que venía a la vanguardia de su ejército, convergía en esos momentos por la quebrada de Chacamarca, mientras su infantería se encontraba todavía distante, como a 5 km al norte.
Bolívar quiso entonces evitar que Canterac huyera y ordenó a su caballería que atacara al ejército realista, para dar tiempo a que llegara la infantería patriota. Desde los altos de la quebrada de Chacamarca se lanzaron los escuadrones patriotas al llano, al mando del general Mariano Necochea.
Canterac, confiado en la superioridad numérica de su caballería, ordenó a ésta que frenara a los patriotas, poniéndose él mismo a la cabeza, mientras que su infantería continuaba su marcha al sur. Los patriotas no pudieron desplegar completamente sus escuadrones por lo malo del terreno, que era un espacio angosto entre un cerro y un pantano, mientras que la caballería realista, en terreno más propicio, desplegaba sus líneas y atacaba también. A las cuatro de la tarde se produjo el choque, que fue muy violento. Los patriotas comenzaron a retroceder, perseguidos por los realistas. El mismo Necochea fue herido siete veces y todo indicaba que la refriega culminaría en derrota para los patriotas. Fue entonces cuando el escuadrón Húsares del Perú, que se encontraba en la reserva al mando del teniente coronel rioplatense Manuel Isidoro Suárez, recibió la orden de cargar sobre los realistas por la espalda. Fue el ayudante del primer escuadrón, mayor José Andrés Rázuri, quien transmitió esa orden, supuestamente venida del mismo Bolívar, lo que no era cierto. Rázuri, natural de San Pedro de Lloc (en el departamento de La Libertad), cambió la orden original que era de retirada; y esta audaz decisión fue la que cambió la historia, al trocarse una segura derrota patriota por una victoria espléndida.
La carga de los Húsares del Perú desorientó a los realistas y dio tiempo para que los perseguidos patriotas se rehicieran y volvieran a la lucha. Luego de cuarenta y cinco minutos de feroz combate solo con arma blanca (sable y lanza), los patriotas obtuvieron el triunfo.
Bolívar, que ya daba por descontada la derrota y se había alejado del campo, recibió de pronto el parte enviado por Guillermo Miller en que se anunciaba la victoria. El Libertador estalló en alegría y dispuso desde entonces rebautizar a los Húsares del Perú como los Húsares de Junín.

### Campaña de Ayacucho
Canterac, luego de la batalla de Junín, perseguido por los montoneros de los coroneles Marcelino Carreño, Otero, Terreros, por el comandante Peñaloza, por el mayor Astete, tomó rumbo sur por las orillas del río Mantaro. Cruzó el puente de Izcuchaca, y se dirigió por el río Pampas al Cuzco, donde lo esperaba el virrey La Serna. En su retirada, el general Canterac, perdió 3000 soldados, entre rezagados, desertores, enfermos y extraviados. Además, quedaron abandonados almacenes, armas y municiones.
Mientras el general Canterac seguía su fuga al sur hacia el Cuzco, el itinerario de Bolívar era el siguiente: el día 7 de agosto de 1824 estuvo celebrando la victoria de Junín en el Pueblo de Reyes (hoy, Junín), el 8 de agosto estuvo en Tarma, el 12 de agosto en Jauja, el 14 de agosto en Huancayo y el 24 de agosto en Huamanga. Llegó hasta Andahuaylas de donde retornó el 6 de octubre. Ordenó a Carreño que hostilice permanentemente a Canterac. Delegó el mando del ejército patriota al general Antonio José de Sucre. Con su cuartel general en Jauja, encargó al general Andrés de Santa Cruz la jefatura de todos los montoneros de la sierra central. Luego, acompañado solo de su escolta, se dirigió a Lima. El 15 de agosto, en Huamanga, había designado a su gabinete ministerial que lo conformaban: José Faustino Sánchez Carrión, ministro de Gobierno y Relaciones Exteriores; coronel Tomás de Heres, ministro de Guerra y Marina e Hipólito Unanue, ministro de Hacienda.
Bolívar llegó a Chancay en el mes de noviembre de 1824, ingresando a Lima el 7 de diciembre de ese año. Inmediatamente ordenó el sitio del Callao con el objetivo de rendir a las tropas de Rodil, que estaban acantonadas en la Fortaleza del Real Felipe.
Mientras, la situación en el ejército realista es descrita así por el general García Camba: 

«Este ejército brillante y animoso al principio de agosto, se hallaba ahora en el estado más lamentable; no sólo había visto abatir la merecida fama de su caballería en los mahadados campos de Junín; no sólo había perdido con pasmosa celeridad una gran parte de sus provincias de Tarma y Lima, las de Huancavelica y Huamanga completas, parte del Cusco, todos sus almacenes, muchas armas, municiones, efectos de parque y sobre todo, 3,000 infantes por deserción, sino que en poco más de un mes había alcanzado un grado de abatimiento moral apenas concebible… Carreño cubría con todos los montoneros el país entre Abancay y el Apurímac»
(Memorias para la historia de las armas españolas en el Perú: 1809 – 1812).

El general Antonio José de Sucre se preparó para la campaña final. Estando en Andahuaylas, reunió a su Estado Mayor ante los informes de que el realista Gerónimo Valdés había llegado al Cuzco con un fuerte contingente, poniéndose a órdenes del virrey La Serna. Sucre, en una inspección, llegó a Mamara. En este pueblo envió una avanzada al mando del general Miller para espiar al enemigo. Miller regresó el 30 de octubre y le informó que los realistas estaban a solo 36 km. Sucre, entonces, ordenó el repliegue al noroeste.

### El contingente y las armas de ambos ejércitos

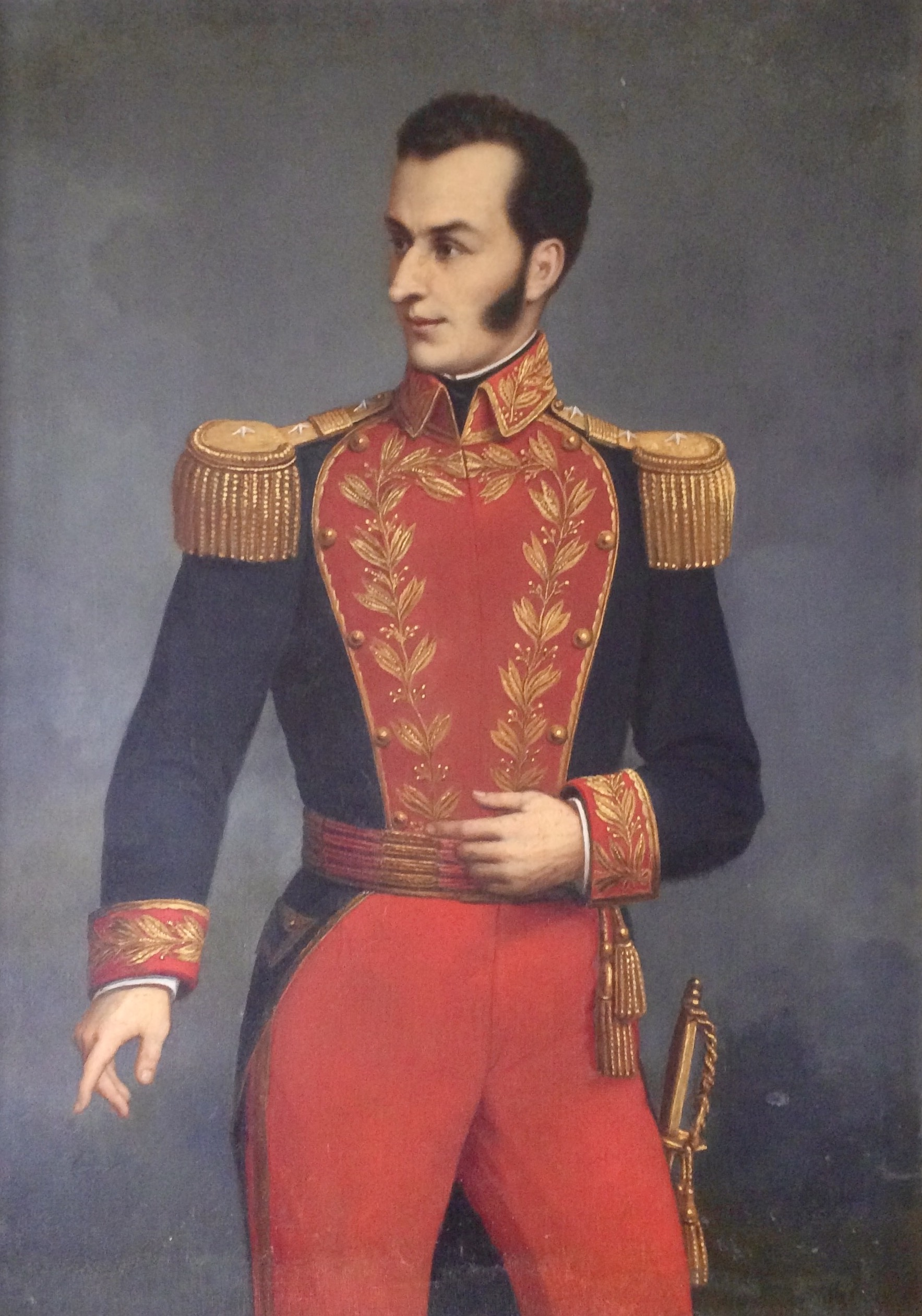
Antonio José de Sucre, Gran Mariscal de Ayacucho.

La Serna, convencido de la cercanía de la batalla decisiva, había formado un ejército poderoso con 10 mil soldados, la mayor parte mestizos de “habla quechua”, criollos, negros, pardos e indios portadores. Dicho ejército disponía de 14 batallones de infantería, 2 brigadas de caballería y 14 piezas de artillería. La Serna comandaba la caballería. Valdés iba a la vanguardia con una división de infantería. Las otras dos estaban comandadas por Canterac y Monet.
El ejército patriota unido, tenía unos 7000 soldados, más los montoneros. El ejército regular estaba disperso y los montoneros hacían tareas militares de «cobertura, enlace y apoyo».

### La marcha hacia los campos de Ayacucho
Dada la presencia de Valdés cerca de Andahuaylas, Sucre replegó su ejército hacia Huamanga, por las orillas del río Pampas, reagrupando sus fuerzas, sin apuro alguno. Por el contrario, La Serna, que había dispuesto a sus tropas andar a marchas forzadas, para ganar posiciones, llegó a Huamanga el 16 de noviembre de 1824.
El 24 de noviembre, ambos ejércitos marcharon a ambas orillas del río Pampas, teniéndose a la vista. Desde ese día, ya no se perdieron de vista. La tropa patriota iba de pueblo en pueblo, alentada por los montoneros, era recibida y ayudada efusivamente por sus habitantes. En cambio la tropa realista, iba eludiendo todo contacto con los pobladores de los pueblos por donde pasaba, cuidado de esta manera el desbande de las tropas. El general Guillermo Miller en sus Memorias, afirmó:

“En cualquier punto donde hacían alto, los cuerpos acampaban en columna y ponían alrededor un círculo de centinelas de los soldados de más confianza; además de estos centinelas, un gran número de oficiales estaban siempre de servicio, y ningún soldado podía salir de la línea de ellas, con cualquier pretexto que fuese. Por la misma razón era muy opuesto el virrey a enviar partidas en busca de ganado, porque en tales ocasiones era segura la deserción. La consecuencia de este sistema fue que durante el avance rápido de los realistas sufrieron mucho más por falta de provisiones que los patriotas, tanto que el 3 de diciembre se vieron obligados a comer carne de caballo, mula y borrico”.

### La batalla de Corpahuaico o Matará
El 3 de diciembre de 1824, en las cercanías de Corpahuaico o Matará hubo una escaramuza entre las retaguardias, con consecuencias militares nada favorables para los patriotas. En las fuerzas patriotas que estaban al mando del general Guillermo Miller, se contaron 300 muertos; mientras que en el sector realista, a órdenes del general Valdés, se hallaron 30 muertos. Además, los patriotas perdieron buena parte de su parque y artillería.
Pero a decir de entendidos, en el aspecto estratégico fue provechoso este resultado para los patriotas, porque la derrota los animó, mientras que se ahondó la crisis moral entre los realistas, a tal extremo que ese mismo día 15 soldados que habían sido reclutados por Valdez en el Alto Perú, se pasaron a las filas de Sucre y le informaron el debilitamiento moral en que se encontraban las filas enemigas; «casi están como prisioneros», dijeron.

### Movimientos preliminares
Desde el día 4 de diciembre, ambos ejércitos marcharon separados por un abismo. Los patriotas pasaron por Huaychao el día 5, y el 6 llegaron sus avanzadas un poco más al norte de La Quinua. Los realistas tomaron la ruta de Huanta, por Paccaicasa. El día 6, acamparon en Huamanguilla; la idea del virrey era cortar todo repliegue a Sucre. El 7 de diciembre, cada ejército hizo los aprestos para la batalla, tratando de encontrar la mejor ubicación. El día 8 hubo algunos choques entre patrullas.

### Batalla de Ayacucho y la liberación de Sudamérica

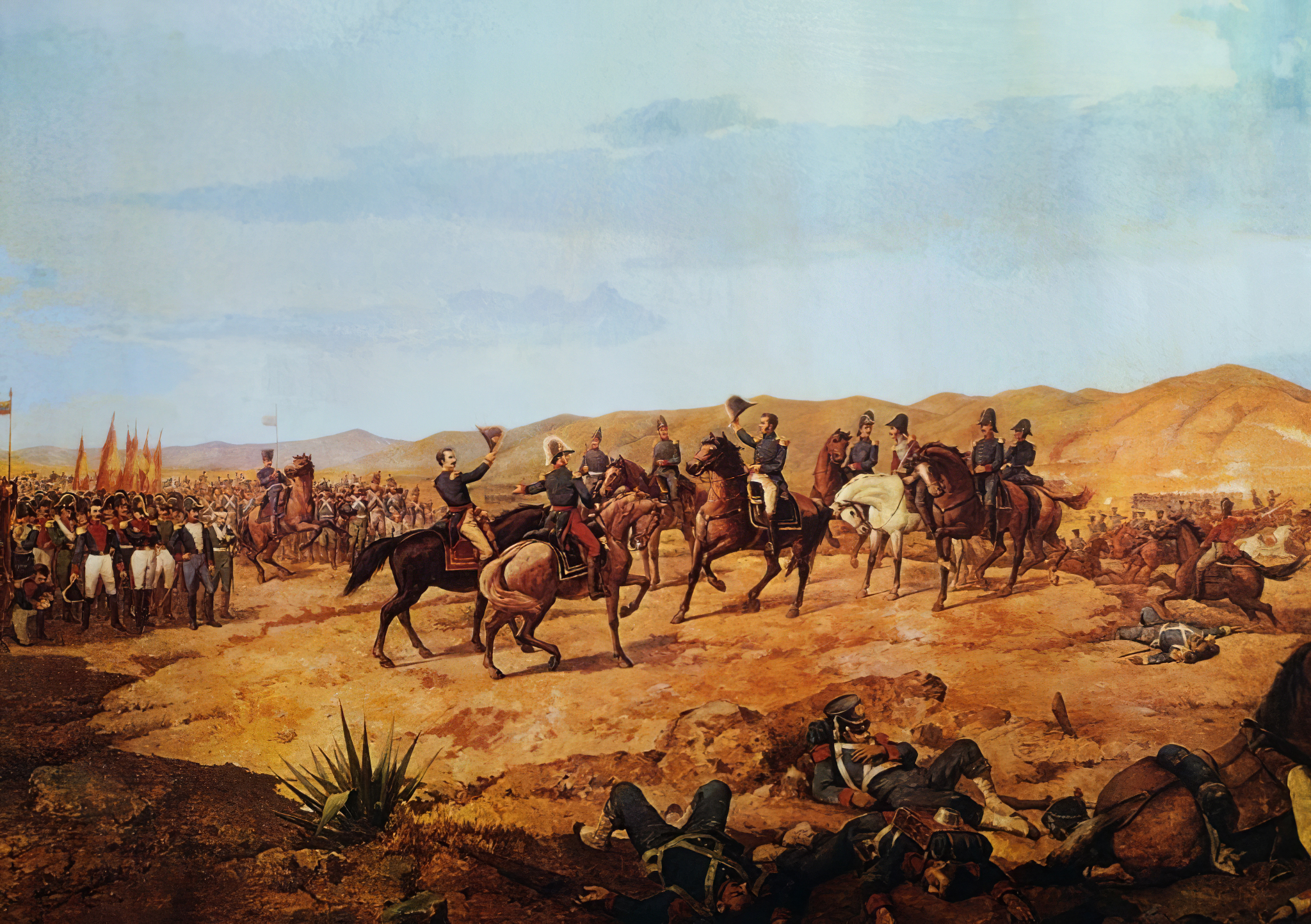
Óleo de la batalla de Ayacucho, una obra de Martín Tovar y Tovar.

Dispuestos a entablar la batalla definitiva, los realistas ocuparon las faldas del cerro Condorcunca y los patriotas se desplegaron en la Pampa de la Quinua. Los primeros contaban con 9.310 hombres y los segundos con 5.580.
La Pampa de la Quinua se ubica a 12 km de la ciudad de Huamanga; los indígenas la denominan Ayacucho. Es un área de suave declive que prolonga las faldas del cerro Condorcunca (cuello de cóndor), montaña que se destaca en el Ande de esa región. Descendiendo de las faldas de este cerro de este a oeste y continuando por la pampa, que tiene una longitud de 1,600 m, se llega al pueblo de artesanos de La Quinua, situado al término de la pendiente. En la parte más ancha la pampa tiene 600 m y se encuentra limitada al norte por un barranco, y al sur por una abrupta quebrada. En la época de la batalla y a mitad de la pampa, existían enormes piedras, producto de avalanchas o lloclla, que cortaba el campo de norte a sur.
El virrey La Serna formó su ejército de la siguiente manera:
- La división Valdés, a la derecha del Condorcunca.
- La división Monet, al centro.
- La división Villallobos, a la izquierda, con un escuadrón de caballería a su flanco.

Colocó su artillería en la cumbre, la misma que debía actuar no bien la infantería le concediera el terreno apropiado en el llano. Si bien constaba de 14 piezas, solo seis funcionaron, pues el resto se hallaba desmontado. Los realistas contaban, en teoría, con una buena posición estratégica.
Sucre, por su parte, formó así:
- La división La Mar (legión peruana), a su izquierda, frente a Valdés.
- La división Lara (colombiana), al centro y un poco a retaguardia, junto con la caballería.
- La división Córdova (colombiana), a la derecha, frente a Villalobos.

Su única artillería era un cañón de a cuatro. El jefe de Estado Mayor era el general Agustín Gamarra (peruano). El jefe de la caballería era Guillermo Miller.
Al amanecer del 9 de diciembre de 1824 todo estaba listo para librarse la batalla final por la independencia de la América española. Efectivamente, las fuerzas del virrey La Serna constituían el último ejército español que aún se batía en el continente bajo las banderas del rey de España. Sucre arengó a sus soldados con estas palabras: 

«De los esfuerzos de hoy pende la suerte de la América del Sur, otro día de gloria va a coronar vuestra admirable constancia. ¡Soldados!: ¡Viva el Libertador! ¡Viva Bolívar, Salvador del Perú!»

El plan de los realistas, concebido por el general Valdés, consistía en que este mismo empezara embistiendo contra la izquierda patriota, es decir, contra la Legión Peruana, para hacerla retroceder y envolverla, pasando enseguida a atacar por el flanco y la retaguardia al resto del ejército patriota. Simultáneamente, Villalobos atacaría contra la derecha patriota, mientras Monet lo haría por el centro, para atrapar al adversario y liquidarlo en una especie de operación de tenazas. 
La batalla se inició a las diez de la mañana. Como consecuencia del plan seguido por los españoles, la Legión Peruana de La Mar fue la que afrontó el ataque más fuerte de los realistas, a manos de la división Valdés. La Mar y sus bravos soldados resistieron a pie firme, pero cuando empezaron a ceder y requerir auxilio, Sucre les envió dos batallones para sostenerlos. La Legión Peruana pudo entonces contener a Valdés, lo que fue un hecho crucial para el resultado final de la batalla.
Al mismo tiempo, Sucre ordenó avanzar al bravo Córdova, quien al grito lacónico de «¡Adelante! ¡Armas a discreción! ¡Paso de vencedores!», y convenientemente reforzado por la caballería, inició el ataque y desorganizó la izquierda realista al mando de Villalobos, llegando arrolladoramente hasta la mitad del Condorcunca en donde colocó la bandera colombiana.
Al ataque de la caballería española, respondieron sable en mano la caballería de Miller. Empezó entonces el repliegue de los realistas. Canterac no consiguió rehacer la línea. La Mar se repuso y, a su vez, avanzó contra Valdés, quien resistió desesperadamente. El virrey La Serna, que bregó en el campo, resultó herido y cayó prisionero. Canterac asumió entonces el mando.
La batalla terminó en la cima del Condorcunca a la una de la tarde, con una completa victoria de los independientes.
Los realistas tuvieron 1800 muertos y 700 heridos, quedando prisioneros entre 3000 y 2000 combatientes. Los patriotas tuvieron 370 muertos y 609 heridos. La cuarta parte de los combatientes resultaron muertos o heridos, lo que nos da una idea de la fiereza de la lucha. A Canterac, Valdés y a los altos jefes españoles, no les quedó otro recurso que aceptar la oferta de honrosa capitulación que La Mar les hizo llegar.
En teoría, en Ayacucho combatieron en filas patriotas unos 4.000 colombianos y unos 1500 peruanos (más una escasa fracción de chilenos y rioplatenses). Sin embargo, hay que tener en cuenta que las bajas en los escuadrones o batallones colombianos eran cubiertas con los naturales del país, por lo que el número de peruanos debió ser más elevado.

### Capitulación de Ayacucho

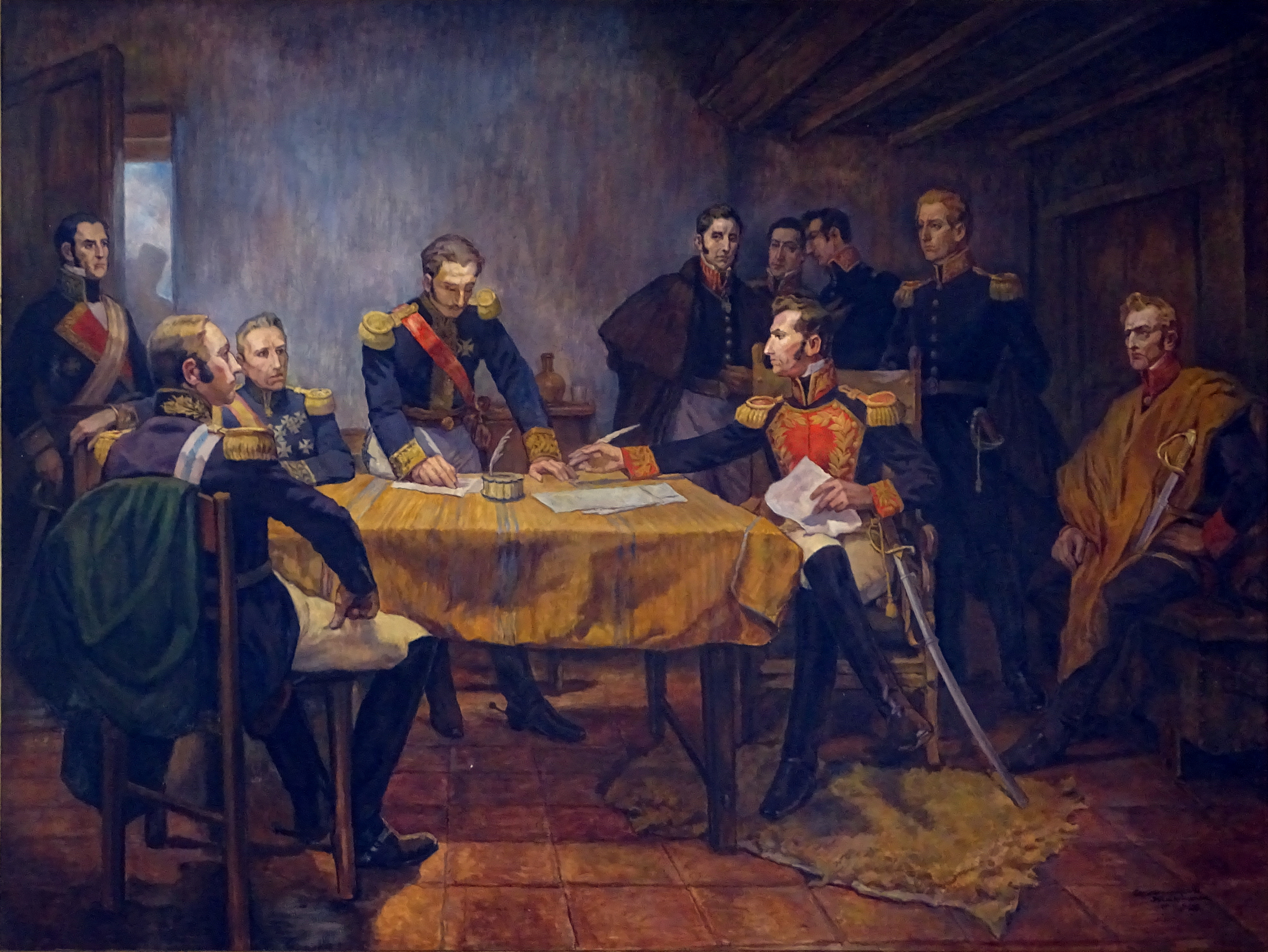
Capitulación de Ayacucho, óleo de Daniel Hernández Morillo.

A pesar de que la firma de la Capitulación de Ayacucho, tiene fecha 9 de diciembre de 1824, la realidad es que las deliberaciones duraron dos días, sellándose definitivamente con este documento la independencia de América. En esta Capitulación se establece la rendición de los realistas. Con este objetivo, se acordó la formación de comisiones mixtas para la transferencia del poder y de la administración y para la entrega de todas las instalaciones militares, con sus parques, maestranzas, almacenes, caballos y demás instrumentos y armamento, desde los Castillos del Callao y Ayacucho hasta Desaguadero.
La segunda parte de la Capitulación establece una serie de concesiones a los realistas. Por ejemplo, a todos los militares realistas que pretendieran regresar a España se les pagaría el pasaje correspondiente. Mientras permanecieran en el Perú, el gobierno patriota debería pagar por lo menos la mitad de sus sueldos. Las propiedades muebles e inmuebles de los españoles residentes en Perú, serían respetadas, así como sus grados militares, pudiendo ser asimilados al Ejército del Perú. El gobierno peruano, también se comprometió a pagar todo el gasto que habían hecho los realistas en la manutención de la campaña militar contra los patriotas.

#### Consecuencias de la Capitulación de Ayacucho
Las consecuencias de la Capitulación de Ayacucho, fueron varias; pero las más saltantes, son:
- 1º La Independencia del Perú y de toda América.
- 2º Desaparición del ejército realista, que había permanecido durante 14 años como una poderosa cuña, apuntando y amenazando la reciente y precaria independencia de los países americanos que lo hicieron antes de 1821.
- 3º España, finalmente, a pesar de haber sido derrotada, logró hacer que se le reconozca “gastos de guerra” (la llamada deuda de la Independencia, que el Perú nunca pagaría).

### Olañeta en el Alto Perú
Luego de firmada la Capitulación de Ayacucho, las fuerzas realistas que ocupaban el sur del territorio peruano, entre Cuzco, Arequipa y Puno se fueron entregando a las fuerzas independentistas. El 14 de diciembre de 1824, el general Sucre ingresó al Cuzco. Francisco de Paula Otero, primero y Lara, después, tomaron Arequipa. 
Pero en el Alto Perú se encontraba el general español Pedro Antonio Olañeta, quien no aceptó la Capitulación y anunció su deseo de seguir batiéndose bajo la bandera de España. Sucre abrió entonces campaña en dicho territorio, contando con la colaboración del general Juan Antonio Álvarez de Arenales quien, en su calidad de gobernador de la provincia argentina de Salta, se aprestó a atacar por esta región. Sin embargo, no hubo necesidad de mayor lucha, puesto que en la batalla de Tumusla, los propios oficiales realistas dieron muerte a Olañeta, el 2 de abril de 1825. Así finalizó la campaña independentista en el Alto Perú.

### Rodil en los Castillos del Callao

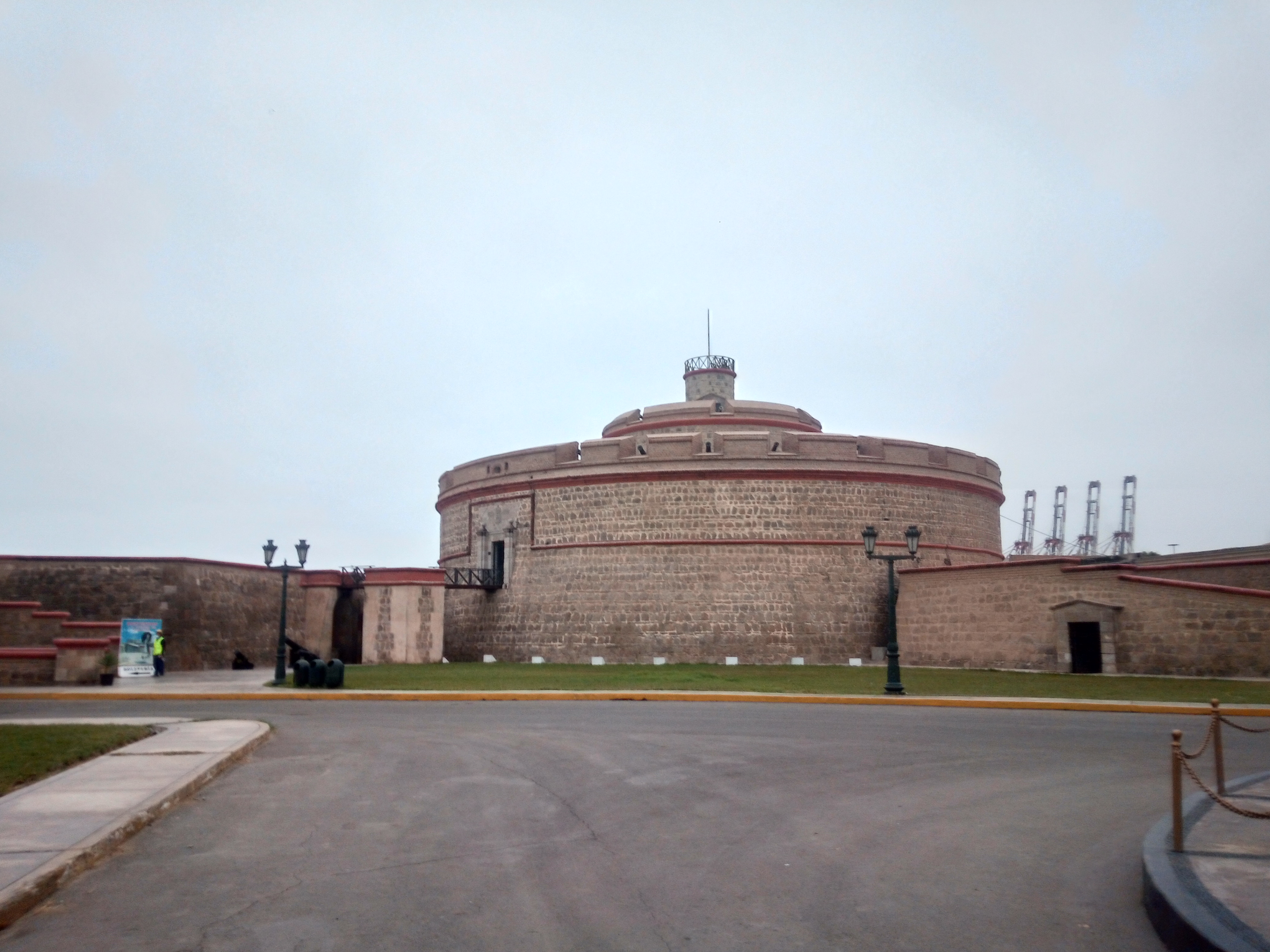
La Fortaleza del Real Felipe, conocida también como los Castillos del Callao, fue el último reducto español en Sudamérica.

Otro militar español que se negó a acatar los términos de la capitulación fue José Ramón Rodil quien, al mando de la Fortaleza del Real Felipe en el Callao, se mantuvo tercamente leal al rey de España. Como recordaremos, dicha fortaleza había vuelto a poder realista en febrero de 1824. Bolívar acentuó el sitio de dicho bastión, cortándole todo género de suministros, tanto por tierra como por mar. Tras meses de empecinada resistencia, recién el 23 de enero de 1826, Rodil aceptó capitular, entregando la Fortaleza al gobierno peruano. De 6 mil refugiados, entre militares y civiles, salieron después de la rendición, 2400. Fueron los únicos sobrevivientes de una acción desesperada por conservar el colonialismo. De ese grupo, solo 400 eran militares. El general Rodil, el último paladín de los realistas en Sudamérica, se embarcó hacia España en la fragata inglesa Briton. De esta manera culminaba el proceso independentista de la América española.

## Prórroga de la Dictadura de Bolívar
Después de la victoria de Ayacucho, Bolívar convocó al Congreso peruano, que se encontraba en receso desde el año anterior. La reunión de los congresistas tuvo lugar el 10 de febrero de 1825 y ante ellos, Bolívar renunció al mando (o simuló que lo hacía). Renuncia que no fue aceptada, pues los parlamentarios consideraron que su labor no estaba concluida, al subsistir todavía un foco realista en el Perú (los castillos del Callao). De modo que el Congreso decidió prorrogarle el mando, luego de lo cual, se autodisolvió el 10 de marzo de 1825.
En general, la prórroga de la Dictadura bolivariana no fue bien recibida por la ciudadanía. Consideraban que la misión de Bolívar había concluido con la Capitulación de Ayacucho y que correspondía a los peruanos hacerse cargo del gobierno. Pero un sector de la ciudadanía, encabezados por los políticos conservadores, argumentaba que era necesario un gobierno fuerte, para evitar que la naciente República cayera en la anarquía. 
Bolívar no estuvo permanentemente en el poder, pues lo dejó encargado al Presidente del Consejo de Gobierno, desde el 24 de febrero de 1825, aunque siguió dando decretos, hasta el 3 de septiembre de 1826, cuando retornó a Colombia. Su autoridad se mantuvo nominalmente hasta el 27 de enero de 1827, cuando se produjo el fin de su influencia en el Perú.
Colaboraron con Bolívar, en calidad de ministros: José Faustino Sánchez Carrión, José María Pando, Hipólito Unanue, entre otros. Otro de sus colaboradores fue el jurista Manuel Lorenzo de Vidaurre, que luego se convirtió en su opositor.
Un episodio sombrío que ocurrió a inicios de 1825, fue el asesinato de Bernardo de Monteagudo, el antiguo ministro de San Martín, que había regresado al Perú para ponerse al servicio de Bolívar. Una versión atribuyó la autoría intelectual de dicho crimen a Faustino Sánchez Carrión, quien meses después falleció también, aparentemente víctima de una enfermedad, aunque no faltó quien lo atribuyera a un envenenamiento. Dos muertes rodeadas de misterio, que algunos quisieron involucrar al mismo Libertador.

### Viaje Triunfal de Bolívar al Alto Perú
Simón Bolívar salió de Lima el 15 de abril de 1825, iniciando un glorioso viaje por los departamentos del Sur del Perú, pasando por Ica, Arequipa, Cuzco y Puno, desde donde ingreso al Alto Perú en agosto de dicho año.

### Establecimiento del Escudo y la Bandera definitiva de la República

Armas nacionales del Perú según la ley de 1825.

Por ley promulgada el 25 de febrero de 1825, se fijó en forma definitiva, la Bandera y el Escudo de Armas del Perú. 
La Bandera:

«El pabellón y bandera nacional se compondrá de tres fajas verticales; las dos extremas encarnadas y la intermedia blanca, en cuyo centro se colocará el escudo de las armas con su timbre, abrazado aquél por la parte inferior de una palma a la derecha y una rama de laurel a la izquierda, entrelazadas».

El Escudo:

«Las armas de la Nación Peruana constarán de un, escudo dividido en tres campos, uno azul celeste, a la derecha, que llevará una VICUÑA mirando al interior; otro blanco a la izquierda, donde se colocará el árbol de la QUINA; y otro rojo inferior y más pequeño en que se verá una CORNUCOPIA derramando monedas, significándose con estos símbolos, las preciosidades del Perú en los tres reinos naturales. El escudo tendrá por timbre una corona cívica vista de plano; e irá acompañada en cada lado de una bandera y un estandarte de los colores nacionales, señalado más adelante».

El autor del Escudo fue el diputado por Lima y Presidente del Congreso, José Gregorio Paredes.

### Nacimiento de Bolivia

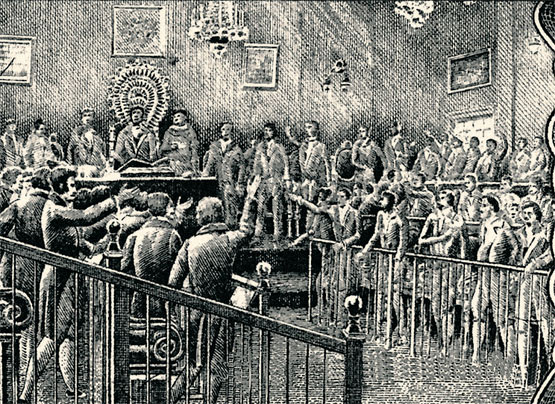
Grabado que representa una de las sesiones del Congreso de Chuquisaca, que decidió la creación de Bolivia.

Consumada la independencia del Alto Perú en 1825, esta región quedó en la disyuntiva de incorporarse a las Provincias Unidas de Río de la Plata (pues había formado parte del Virreinato del Río de la Plata) o de mantener la adhesión al Perú (pues había retornado al Virreinato del Perú en 1809, por obra del virrey José Fernando de Abascal). Los partidarios para su anexión a uno u otro eran numerosos. Surgió entonces una tercera posición que encarnaba la idea de que el Alto Perú debía de formar una república nueva.
En esta situación, el Congreso Peruano, en asamblea del 23 de febrero de 1825, acordó dejar en libertad a los altoperuanos para que resolvieran lo conveniente. Lo propio hizo el Congreso de Río de la Plata. El mariscal Antonio José de Sucre, que había asumido el gobierno en el Alto Perú, convocó a un Congreso en Chuquisaca, empezando las deliberaciones el 10 de julio de 1825. El 6 de agosto del mismo año, dicho Congreso acordó casi por unanimidad la independencia del Alto Perú, que en adelante se llamaría República de Bolívar. El Libertador, que poco después llegó en paseo triunfal, aprobó el nacimiento del nuevo Estado y a petición de los mismos altoperuanos, les empezó a redactar su primera Constitución, la misma que sometió para su aprobación al Congreso. El nombre de la flamante república, quedó definitivamente establecida como "Bolivia". La Constitución, denominada Vitalicia, pues contemplaba un Presidente de carácter vitalicio (que debía ser el mismo Bolívar) fue sancionada el 6 de noviembre de 1826 y Sucre salió elegido como primer Presidente de la República, cargo que aceptó por solo dos años.

### El frustrado Congreso Peruano de 1826
El 20 de mayo de 1826, Bolívar expidió un decreto en Arequipa convocando a un Congreso General, que se reuniría en Lima el 10 de febrero de 1826, es decir, a un año exacto de la prórroga de sus facultades dictatoriales. Su intención era que este Congreso aprobase para el Perú la misma Constitución que se discutía en Bolivia. La elección de los miembros del Congreso correspondía, según lo establecido en la Constitución de 1823, a los Colegios Electorales de provincias, compuesto por los electores de las parroquias. Pese a la presión del gobierno, fueron elegidos algunos diputados liberales y antibolivarianos, entre los que destacaban los representantes de Arequipa, los clérigos Francisco Xavier de Luna Pizarro y Francisco de Paula González Vigil. Esto provocó la ira de Bolívar, que en carta dirigida a Antonio Gutiérrez de la Fuente (entonces prefecto de Arequipa) se quejó de los «malditos diputados» que había enviado su jurisdicción, pidiéndole que hiciera algo por cambiarlos. Presionado por la reacción de Libertador, el Consejo de Gobierno desconoció las credenciales de aquellos diputados, quedando así amputada la minoría liberal. 
Finalmente, el Congreso no llegó a reunirse y solo se quedó en las Juntas Preparatorias, pues los mismos diputados solicitaron a Bolívar que aplazara la convocatoria hasta el año siguiente. Bolívar aceptó complacido, diciendo que prefería la opinión del pueblo a la opinión de los sabios, en lo concerniente a la aprobación de la Constitución.

### La Constitución Vitalicia
La llamada Constitución Vitalicia redactada por Bolívar para Bolivia, se trataba, en realidad, de una adaptación, con algunas enmiendas, de la Constitución Napoleónica del año VIII. Reconocía la división de cuatro poderes: Ejecutivo, Legislativo, Judicial y Electoral. 
El Ejecutivo, estaba integrado por un presidente vitalicio con facultad de designar a su sucesor; un vicepresidente y tres ministros. El Legislativo, residía en tres cámaras: tribunos, senadores y censores. El Poder Judicial, se ejercía por la Corte Suprema y demás tribunales de justicia. El Electoral, estaría compuesto por electores nombrados por ciudadanos en ejercicio.
Esta Carta Política fue sometida también al Perú, pero como el Congreso de 1826 no logró reunirse, fue sometida su aprobación a los Colegios Electorales de la República, que así lo hicieron, excepto el de Tarapacá.

### Planes federativos de Bolívar

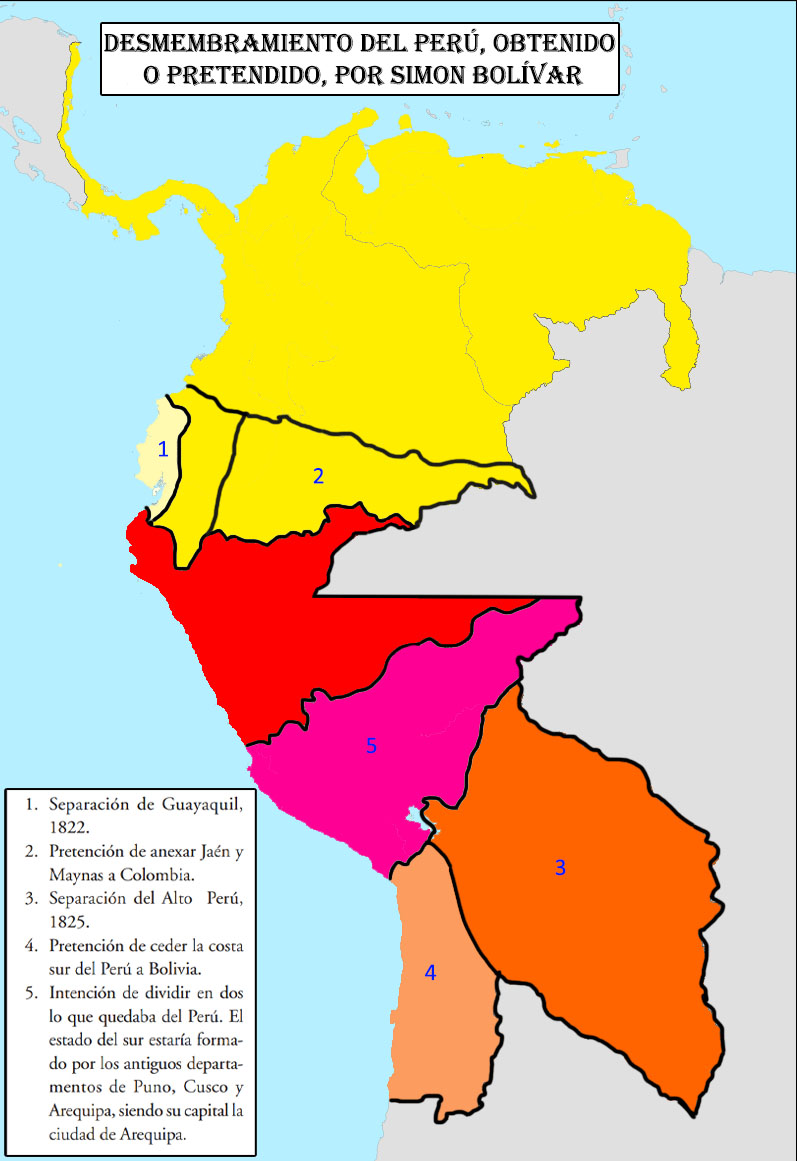
Pretendido proyecto de Bolívar de desmembrar territorialmente al Perú y así facilitar su sometimiento al proyecto de la Patria Grande.

El más caro deseo de Bolívar era la de reunir a todos los Estados americanos en una sola gran confederación, para lo cual convocó al Congreso de Panamá que se instaló el 22 de junio de 1826. Sin embargo, este primer paso para lograr la unidad americana fracasó estrepitosamente. Entonces, al verse contrastado por la realidad, Bolívar se limitó a su plan mínimo, que era el de reunir solamente a los pueblos liberados por él, para lo cual esbozó dos planes, a saber:
- La Federación Perú-Boliviana.— En realidad la Constitución Vitalicia, jurada tanto en Bolivia como en el Perú, no era sino un paso para realizar la federación de ambos pueblos. Ya antes, a mediados de 1826, el Perú había enviado a Bolivia a Ignacio Ortiz de Zevallos con el encargo de firmar el tratado de federación, lo que se efectuó el 31 de diciembre del mismo año, con el nombre de Federación Boliviana, que tendría como Jefe Vitalicio a Bolívar y un Congreso General con nueve diputados por cada Estado. Se acordó también gestionar la inclusión de Colombia en la Federación. Este tratado no llegó a ser aprobado por el Congreso del Perú.

- La Federación de los Andes.— Aunque no llegó a precisar bien este proyecto, el sueño evidente de Bolívar era reunir a todos los pueblos que había liberado (Venezuela, Cundinamarca o Colombia, Perú y Bolivia), en un solo gran Estado del cual él sería supremo gobernante vitalicio. Este proyecto originó también fuerte resistencia y terminó por fracasar cuando Colombia se negó a aprobar la Constitución Vitalicia y, por consiguiente, a integrar la Federación de los Andes.

### Oposición a la dictadura bolivariana
Los más enconados opositores a la dictadura de Bolívar fueron los liberales peruanos, uno de cuyos líderes era el clérigo Luna Pizarro, que fue desterrado a Chile. En general, en el país se desencadenó una reacción contra el Libertador y contra las tropas colombianas, lo cual se hacía más visible entre los antiguos partidarios de Riva-Agüero y los oficiales rioplatenses que habían venido con San Martín. No era para menos, pues los colombianos actuaban como tropas de ocupación, cometiendo tropelías y pillajes contra la población, sumado al desprecio con que trataban a sus pares peruanos del ejército. El descontento entre las tropas peruanas se evidenció con la sublevación de dos escuadrones del regimiento Húsares de Junín, en Huancayo, que terminó con el fusilamiento del teniente Silva; y con una conspiración en Lima, que culminó con la ejecución de teniente Aristizabal.
Un suceso luctuoso aumentó más la animadversión hacia Bolívar: la ejecución de Juan de Berindoaga, noble limeño, acusado injustamente de traición. Bolívar hizo oídos sordos a los pedidos de perdón para Berindoaga, permitiendo su fusilamiento, que se consumó en la Plaza Principal de Lima, el 15 de abril de 1826. Al aparecer, Bolívar quiso con este hecho escarmentar a la aristocracia limeña, que le era desafecta. 
La oposición se extendió aun hasta la patria del Libertador, Venezuela, donde el guerrillero general José Antonio Páez, se sublevó y proclamó la separación y autonomía de esa región. En Colombia el movimiento era similar, puesto que el vicepresidente Francisco de Paula Santander se opuso a la aprobación de la Constitución Vitalicia y a los planes de federación. Todo ello convenció al Libertador a retirarse del Perú y retornar a su patria.

### Retiro de Bolívar del Perú
El 1 de septiembre de 1826, el mismo día en que se celebraba el tercer aniversario de su llegada al Perú, anunció Bolívar su retiro definitivo, mas al ruego insistente de algunas damas de la sociedad limeña, prometió quedarse, pero el 3 de ese mes se embarcó en el bergantín Congreso, rumbo a la Gran Colombia, donde calmó los ánimos, aunque por breve tiempo.

### El Consejo de Gobierno
Con el retiro de Bolívar del Perú, no terminó la influencia bolivariana en este país, ya que quedó en el mando supremo el Consejo de Gobierno presidido por el general Andrés de Santa Cruz y apoyado por las fuerzas colombianas al mando del general Jacinto Lara. La misión fundamental de este Consejo, por encargo de Bolívar, era la promulgación de la Constitución Vitalicia. 
El 9 de diciembre de 1826, conmemorando el segundo aniversario de la batalla de Ayacucho, fue jurada solemnemente, en ambas repúblicas, Perú y Bolivia, la llamada Constitución Vitalicia, como Ley Fundamental para los dos países, a cuya cabeza se encontraba la figura suprema del Libertador, como gobernante vitalicio. En Lima la ceremonia fue opaca, en medio de la indiferencia y el rechazo popular. Se dice que se arrojaron monedas a los presentes, obligándoles a que gritaran «¡Viva la Constitución! ¡Viva el Presidente vitalicio!». Pero algunos burlonamente respondieron: «¡Viva la plata!».

### La Sublevación Colombiana de 1827: Fin de la Influencia Bolivariana
La oposición al régimen bolivariano se hacía cada día más fuerte e insistente debido, principalmente, a la acción de los liberales. En medio de ese ambiente caldeado, los mismos soldados colombianos acantonados en Lima, descontentos por el incumplimiento en sus pagos, se amotinaron el 26 de enero de 1827, apresando a Lara y a otros oficiales. Esto fue aprovechado por los liberales peruanos dirigidos por Manuel Lorenzo de Vidaurre y Francisco Javier Mariátegui, para salir a las calles, incitando a los ciudadanos a reunirse en Cabildo Abierto para pronunciarse contra el régimen vitalicio. El Cabildo, reunido el día 27, tomó medidas trascendentes: abolió la Constitución Vitalicia (al considerar que había sido aprobada de manera ilegal por los colegios electorales, pues estos carecían de facultades para ello), restauró la Constitución de 1823 y acordó llamar a Santa Cruz, que se encontraba en Chorrillos, para que se hiciera cargo del nuevo gobierno, con la exigencia de reunir en el plazo de tres meses a un Congreso Constituyente, que debería elegir al presidente del Perú y sancionar una nueva Constitución. Santa Cruz así lo prometió y asumió el gobierno peruano.
El 30 de enero de 1827, el general Jacinto Lara y los demás jefes colombianos que no se adhirieron al movimiento se embarcaron rumbo a su patria. El 18 de marzo lo hicieron el resto de sus tropas. La influencia bolivariana en el Perú llegó así a su fin.

## Gobierno de la Junta de Gobierno (1827)

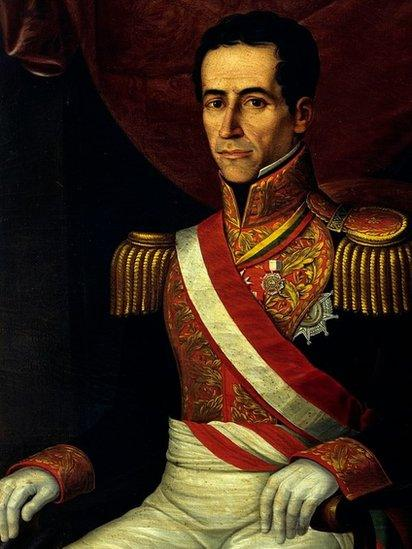
Andrés de Santa Cruz con la banda presidencial.

Quedó instalada una Junta de Gobierno, presidida por Andrés de Santa Cruz e integrada por Manuel Lorenzo de Vidaurre, José de Morales y Ugalde, José María Galdeano y el general Juan Salazar.
En cumplimiento con el acta del Cabildo, Santa Cruz decretó el 28 de febrero de 1827, la convocatoria de un Congreso General Constituyente, con arreglo a la carta constitucional de 1823, y cuya misión sería decidir sobre la Constitución a implantarse, así como la elección del Presidente de la República. Se dio cumplimiento a la convocatoria sin dificultades, pues el pronunciamiento de Lima fue secundado pacíficamente en el resto del país y las tropas colombianas se retiraron de igual manera, de vuelta a su patria.

### Instalación del Congreso Constituyente
El Congreso General Constituyente del Perú (el segundo de la historia republicana peruana) se instaló el 4 de junio de 1827, con 83 diputados elegidos por provincias, incluyendo a Maynas (territorio que ya por entonces reclamaba Bolívar como parte de la Gran Colombia). Su primer presidente fue el clérigo liberal Francisco Xavier de Luna Pizarro. En armonía con el decreto que le diera origen, este Congreso derogó la Constitución Vitalicia, repuso en parte la Constitución de 1823 e inició la discusión de una nueva carta política.

### Elección del Presidente José de la Mar
El mismo día 9 de junio, el Congreso aprobó una ley por el cual se arrogaba la potestad de elegir al Presidente y al Vicepresidente de la República, en propiedad y no provisionalmente, ya que, según su punto de vista, así convenía a la seguridad de la República. Luna Pizarro impulsó la candidatura del mariscal José de La Mar, pues lo veía como un militar idóneo para el gobierno republicano, por ser una persona desafecta al militarismo y al caudillaje. La Mar había sido elegido diputado por Huaylas, pero se hallaba entonces en Guayaquil, como Jefe Político y Militar de dicha plaza (perteneciente a la Gran Colombia). Otro grupo de diputados auspició la candidatura del general Santa Cruz. Pero sorpresivamente, Luna Pizarro anunció que ese mismo día, 9 de junio, se haría la elección en sesión permanente. La Mar triunfó con 58 votos, mientras que Santa Cruz obtuvo 29. Este último quedó muy disgustado con este resultado, que consideró ilegal, convirtiéndose así en opositor del nuevo gobierno.

## Gobierno de La Mar (1827-1829)

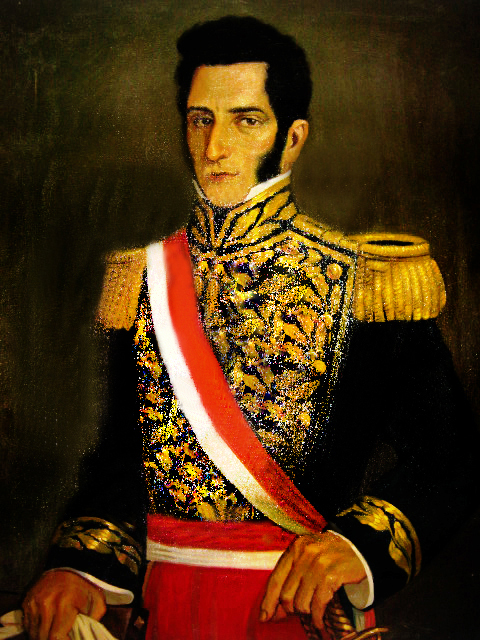
José de La Mar, Presidente de la República del Perú (1827-1829). Fue el primer mandatario constitucional del Perú libre ya de toda influencia extranjera.

La Mar, que se hallaba en Guayaquil, fue informado de su elección, debiendo entonces partir hacia el Perú. Se dice que lo hizo de mal grado, pues detestaba el poder; aunque posiblemente también por su salud delicada (sufría al parecer de un mal hepático). Mientras duraba su llegada, asumió el mando interino el vicepresidente Manuel Salazar y Baquíjano. El 22 de agosto asumió La Mar sus funciones como Presidente Constitucional del Perú. 
El gobierno de La Mar fue el primero del Perú libre de toda influencia extranjera. Ya desde sus primeros meses, tuvo que sofocar tres conspiraciones:
- La primera (diciembre de 1827), donde aparecieron complicados el jurista Manuel Lorenzo de Vidaurre (uno de los sostenedores de la candidatura de Santa Cruz) y el guerrillero Ignacio Ninavilca.
- La segunda, promovida por el coronel Alejandro Huavique (23 de abril de 1828), fue sofocada por el entonces sargento mayor Felipe Salaverry, quien dio muerte al conspirador.
- La tercera (mayo de 1828), dio origen a la dispersión de numerosos oficiales en apartadas guarniciones de provincia.

Estas conspiraciones fueron atribuidas a las intrigas de Santa Cruz, el cual fue alejado del país nombrándosele ministro plenipotenciario en Chile. Pero se ha dicho que todos estos complots no eran sino episodios de una conspiración más vasta y profunda, en la cual se hallaban comprometidos, además de Santa Cruz, los generales Agustín Gamarra (prefecto del Cuzco) y Antonio Gutiérrez de la Fuente (prefecto de Arequipa). Estos formaron una especie de triunvirato, cuyo propósito era la caída de La Mar, meta que momentáneamente aplazaron, a raíz de los conflictos con Bolivia y la Gran Colombia. Poco después, Santa Cruz fue nombrado Presidente de Bolivia, hacia donde partió, con previa autorización del gobierno peruano. En dicho país, Santa Cruz realizaría una gran obra administrativa, aunque continuó intrigando contra el gobierno peruano. Ya por entonces tenía en mente su plan de una Federación Perú-Boliviana, que años después haría realidad.
Por si fuera poco, La Mar tuvo también que enfrentar una peligrosa sublevación de los iquichanos, indígenas de la provincia de Huanta. Estos aún luchaban a favor del rey de España y el 12 de noviembre de 1827 asaltaron y tomaron Huanta. Luego, avanzaron amenazadoramente sobre Huamanga pero fueron contenidos, y tras una cruenta campaña fueron finalmente sometidos.

### Obras y hechos importantes

#### Primer esbozo de Presupuesto
El ministro encargado de Hacienda, José de Morales y Ugalde, presentó al Congreso una extensa memoria de todo lo hecho dentro de su ramo en el pasado gobierno y una relación de las entradas y gastos públicos en 1827. Los ingresos calculados fueron de 5.203.000 pesos y los egresos de 5.152.000, dando un saldo o sobrante de 51.000 pesos. Pero este presupuesto no llegó a ser aprobado por el Congreso.

#### Promulgación de la Constitución liberal de 1828
El Congreso Constituyente dio la Constitución liberal de 1828, la segunda que tuvo la República del Perú, cuya promulgación y juramento público se dispuso para el día 5 de abril de 1828, lo que debió ser postergado para el día 18 de ese mes, por haber ocurrido el 30 de marzo un tremendo terremoto en Lima que dejó a la ciudad casi en ruinas. Y aunque sus bases fueron tomadas de la Constitución de 1823, fue enriquecida con normas que la experiencia aconsejó incluir. 
- En lo civil puso término a ciertos rezagos de la vida colonial, a saber: empleos hereditarios, mayorazgos, vinculaciones y privilegios. Se abolió la tortura y las penas infamantes y solo hubo pena de muerte en los casos de homicidio calificado.
- En lo político estableció: la elección indirecta del presidente y el vicepresidente, para un período de cuatro años, inmediatamente renovable; cámaras de senadores y diputados, cuya renovación se efectuaría cada dos años por tercios y mitades, respectivamente; creación de un Consejo de Estado, al cual se encargaba la misión de observar y asesorar al poder ejecutivo; creación de las Juntas Departamentales, como medio de satisfacer y atenuar las tendencias federalistas. Pero una disposición importantísima fue la autorización al Presidente de la República para suspender las garantías constitucionales e investirse de facultades extraordinarias, por un tiempo determinado y con cargo de informar al Congreso acerca de las medidas adoptadas durante el ejercicio de dichas facultades.
- Ofreció el fomento de las industrias y la educación, la realización de estadísticas, la civilización de los indígenas y el apoyo a la inmigración, entre otras buenas intenciones que poco o nada llegarían a materializarse.

#### Invasión de Bolivia y el Tratado de Piquiza
Bolivia se hallaba todavía bajo la órbita grancolombiana, con el mariscal Sucre a la cabeza como Presidente. Sucedieron por entonces varios movimientos rebeldes en dicho país, en uno de los cuales resultó herido el mismo Sucre en la cabeza y en el brazo derecho, logrando huir penosamente a refugiarse en el palacio presidencial. Obligado por las circunstancias, Sucre tuvo que delegar el poder en su Presidente del Consejo de Ministros, general José María Pérez de Urdininea. Gamarra, que tenía bajo su mando el ejército peruano del Sur y sin contar con la autorización del Congreso peruano, invadió Bolivia el 1 de mayo de 1828, con la manifiesta intención de salvar a dicho país de la amenaza de la anarquía y proteger la vida de Sucre, aunque su verdadera intención era expulsar a los grancolombianos y poner punto final al predominio bolivariano en dicho país. Tras un paseo triunfal por territorio boliviano, sin apenas hallar resistencia, firmó con el gobierno de Urdininea el Tratado de Piquiza (6 de julio de 1828), en el cual se acordó, entre otras cosas, el retiro de las tropas grancolombianas de Bolivia y la renuncia a la presidencia por parte de Sucre. Este hecho fue muy importante para el Perú, pues se eliminaba así un peligroso frente ante la guerra inminente contra la Gran Colombia.

#### Guerra contra la Gran Colombia

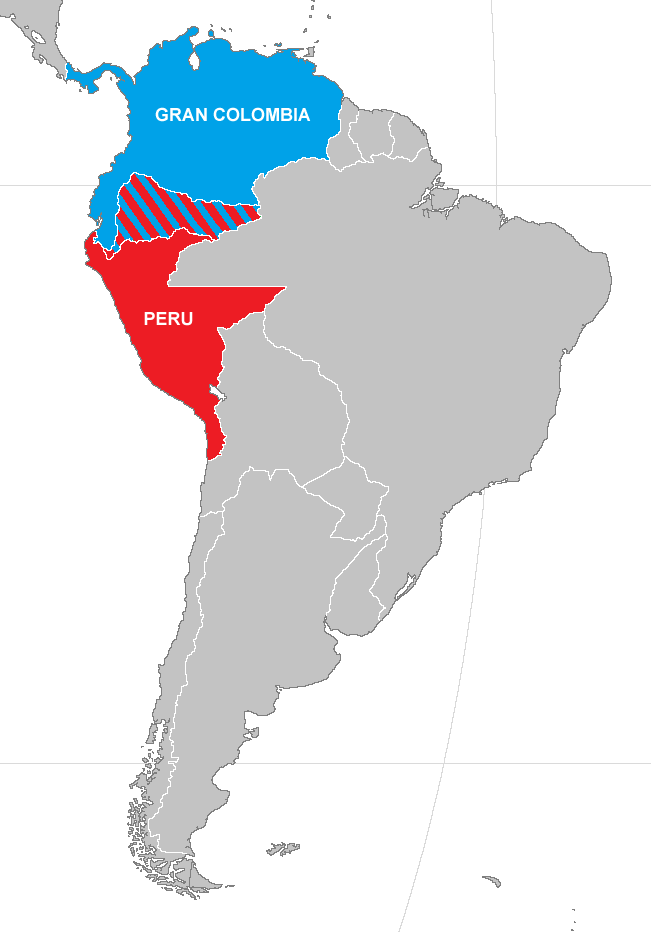
Zona disputada por la Gran Colombia y el Perú.

El mayor problema internacional que tuvo que enfrentar La Mar fue precisamente el enfrentamiento bélico con la Gran Colombia, encabezada por el Libertador Bolívar.

##### Causas
Las relaciones del Perú con la Gran Colombia se habían deteriorado debido en parte a las diferencias fronterizas que mantenían ambos países (La Mar reclamaba Guayaquil, mientras que Bolívar pretendía las provincias peruanas de Tumbes, Jaén y Maynas), pero más que nada por la finalización de la influencia bolivariana en el Perú y la revocación de la Constitución Vitalicia en 1827, hechos que disgustaron a Bolívar, pues veía como su proyecto federativo continental se desmoronaba. Su furia hacia el Perú aumentó aún más cuando se produjo la ocupación peruana de Bolivia en 1828 y la expulsión de Antonio José de Sucre, hecho que puso fin a la influencia bolivariana en ese país.
El ambiente tenso fue caldeado aún más por la prensa de ambos países, que se hicieron mutuas provocaciones e injurias. El Perú expulsó de Lima al diplomático colombiano Cristóbal Armero, mientras que en Bogotá no se recibió al diplomático peruano, José Villa, a quien se le extendieron sus pasaportes. En respuesta, el 17 de mayo de 1828, el Congreso del Perú autorizó al presidente La Mar a tomar las medidas militares del caso.
Seguidamente, Bolívar, tras una violenta proclama en la que incitaba a los grancolombianos del sur a marchar a la frontera, declaró la guerra al Perú el 3 de julio de 1828. La Mar aceptó el reto y movilizó el ejército y marina peruanas contra la Gran Colombia. Dejó como encargado del mando en Lima al vicepresidente Manuel Salazar y Baquíjano.

##### Campaña marítima
La marina peruana, al mando del almirante Martín Guise, procedió a bloquear la costa pacífica grancolombiana, en agosto de 1828. La flota peruana resultó victoriosa en los combates de Malpelo y Las Cruces. Luego procedió a asediar el puerto artillado de Guayaquil. Durante la lucha, falleció el mismo Guise, al explotar una granada en la cubierta de la fragata Presidente que comandaba (22 de noviembre de 1828). Le sucedió en el mando el segundo jefe de la escuadra, José Boterín, quien logró finalmente acallar las defensas de Guayaquil, obteniendo su rendición el 19 de enero de 1829. Las tropas peruanas ocuparon Guayaquil el 1 de febrero de 1829, al mando del capitán Casimiro Negrón. 
La campaña marítima fue, pues, un triunfo para el Perú. No ocurriría lo mismo con la campaña terrestre.

##### Campaña terrestre
El ejército peruano, al mando del mismo La Mar, ocupó la provincia de Loja, en el sur grancolombiano (actual Ecuador).
Otra división del ejército peruano a órdenes del mariscal Agustín Gamarra marchó desde el sur del Perú hasta el teatro de las operaciones, con el propósito de auxiliar a La Mar. Ambos planearon tomar la ciudad de Cuenca, que era el lugar de nacimiento de La Mar. Las fuerzas peruanas sumaban en total 4.500 soldados.
Mientras tanto, Bolívar (que no pudo ir en persona al teatro de operaciones debido a una rebelión en Colombia), ordenó al mariscal Antonio José de Sucre que desde Quito organizara la defensa del Sur de Colombia. 
Los dos jefes peruanos, La Mar y Gamarra, no coordinaron bien sus movimientos y Sucre, actuando con su característica habilidad, en la madrugada del 13 de febrero de 1829 sorprendió el parque de artillería peruano en el pueblo de Saraguro y lo destrozó. A continuación, el mismo Sucre, al frente del grueso de su ejército (4.500 hombres), acorraló y derrotó a una división de vanguardia del ejército peruano (integrada por unos 1000 soldados) en el lugar denominado Portete de Tarqui, cerca de Cuenca (27 de febrero de 1829). Dicha división peruana se hallaba aislada del grueso de su ejército, y pese a que poco después acudieron en su auxilio fuerzas al mando de La Mar y Gamarra, estas no pudieron restablecer la batalla y optaron por retirarse, tomando posiciones defensivas. Los grancolombianos intentaron perseguir a los peruanos, pero al ser rechazados por los Húsares del Perú, se aferraron también a sus posiciones.
Tarqui fue un revés para los peruanos pero no una derrota decisiva. Cada ejército quedó dueño de su terreno y esperaban que al día siguiente se reiniciara la lucha y se librara la batalla definitiva. La batalla final no se libró, pues La Mar, viendo que su situación era insostenible (se le agotaban sus municiones así como no podía maniobrar en ese territorio, muy accidentado), aceptó negociar con el adversario. Fue así como al día siguiente, 28 de febrero, se firmó el Convenio de Girón, por el cual se establecía el retiro de las tropas peruanas del territorio colombiano que habían ocupado (es decir Guayaquil y Loja). De ese modo, los grancolombianos reconocían implícitamente como peruanas a las provincias de Tumbes, Jaén y Maynas, al no reclamarlas en ese momento.
Pero sucedió entonces que Sucre, al redactar el parte de guerra y el decreto de premios para los vencedores de Tarqui, tuvo expresiones que fueron consideradas falsas y ofensivas por los peruanos. Mandó, por ejemplo, que en el campo de batalla se erigiera una columna en la que se debía leer en letras de oro lo siguiente:

“El ejército peruano de ocho mil soldados que invadió la tierra de sus libertadores fue vencido por cuatro mil bravos de Colombia el veinte y siete de febrero de mil ochocientos veinte y nueve”.

La Mar protestó en carta que dirigió a Sucre. Aclaró que el ejército peruano solo sumaba 4.500 hombres y no 8.000; que en Tarqui fue derrotada nada más que la vanguardia peruana, la cual llegaba apenas a 1000 hombres; que en vano el ejército peruano esperó el ataque final del ejército grancolombiano, luego que los Húsares del Perú rechazaran la carga del batallón colombiano Cedeño. También señaló la valiosa y decisiva contribución peruana en las batallas de Junín y Ayacucho, como respuesta al reproche velado de que el Perú se mostraba desagradecido ante sus “libertadores”. De otro lado, protestó contra el accionar de los oficiales grancolombianos, que fusilaron a un buen número de los prisioneros peruanos, y enrolaron a la fuerza a otro grupo de cautivos. Por todo ello, La Mar decidió suspender el Convenio de Girón hasta que se retiraran los agravios y se corrigieran los excesos.

#### Derrocamiento
La Mar estaba pues, dispuesto a continuar la guerra, pero fue entonces cuando un grupo de sus propios oficiales lo tomaron preso en Piura, en la noche del 7 de junio de 1829. Dichos militares portaban una carta de Gamarra para La Mar, donde aquel le pedía su renuncia. La Mar se negó a hacerlo, y de inmediato fue trasladado al puerto de Paita, donde en la madrugada del día 9 fue embarcado junto con el coronel Pedro Pablo Bermúdez y seis esclavos negros, en una miserable goleta llamada "Las Mercedes", con destino a Costa Rica. Allí fallecería el 11 de octubre de 1830.  
Las razones que arguyó Gamarra para dar este golpe de Estado fueron las siguientes: el hecho de ser La Mar un “extranjero” en el Perú (lo cual era falso, pues La Mar era peruano tanto por voluntad propia como de acuerdo a ley) y que su elección por el Congreso había nacido de un arreglo tramado por Luna Pizarro (lo cual es discutible).
En Lima, el general Antonio Gutiérrez de la Fuente, aliado de Gamarra, se encargó de derrocar al encargado del mando, Manuel Salazar y Baquíjano, asumiendo el poder interinamente, a partir del 6 de junio de 1829. Pero no quiso conservar el poder y renunció ante el Congreso el 1 de septiembre del mismo año.

## Primer gobierno de Gamarra (1829-1833)

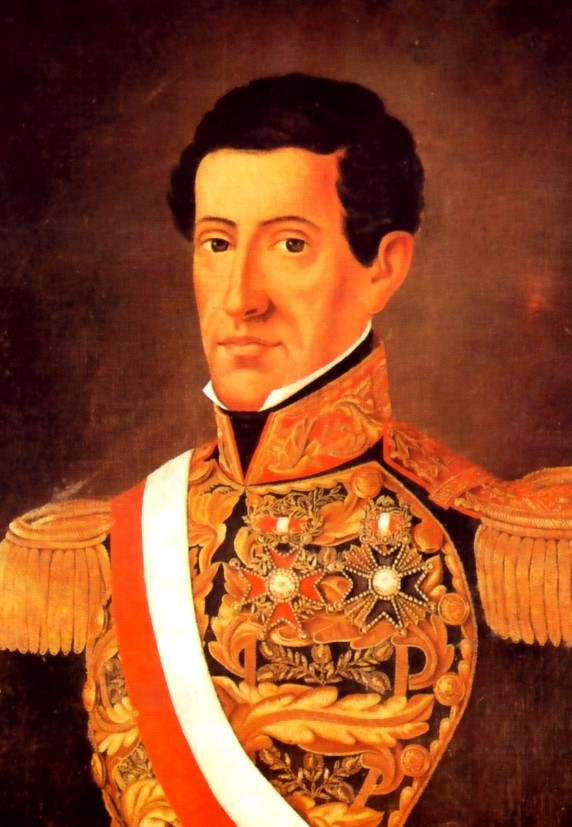
Agustín Gamarra, político y militar peruano que fue Presidente del Perú en dos periodos: de 1829 a 1833 y de 1839 a 1841.

El 1 de septiembre de 1829 el Congreso nombró Presidente Provisorio de la República al mariscal Agustín Gamarra y Vicepresidente a Antonio Gutiérrez de la Fuente. Se convocaron luego a las primeras elecciones populares del Perú. Gamarra obtuvo más de la mayoría absoluta de los colegios electorales de provincia exigidos por la Constitución y fue proclamado Presidente Constitucional por el Congreso, el 19 de diciembre de 1829.

### Autoritarismo conservador
El gobierno de Gamarra quiso ser lo opuesto al de La Mar, que había sido un esfuerzo constitucionalista. Gamarra dejó de lado la Constitución de 1828, pues no lo satisfizo por las limitaciones que establecía al Poder Ejecutivo. Instauró un gobierno autoritario y conservador. Tuvo como consejeros a los más connotados representantes del conservadorismo peruano, entre ellos el escritor costumbrista Felipe Pardo y Aliaga, el político, jurista y escritor José María Pando, el orador y jurisconsulto arequipeño Andrés Martínez, y el entonces coronel Manuel Ignacio de Vivanco.
Gamarra logró a duras penas completar su periodo constitucional. Se ha contabilizado en total 17 rebeliones y conspiraciones que ocurrieron durante este periodo, entre ellas la rebelión de Gregorio Escobedo en el Cuzco, el  26 de agosto de 1830; la sublevación del capitán Felipe Rossel en Lima el 18 de marzo de 1832; la rebelión de Felipe Salaverry en Chachapoyas el 13 de septiembre de 1833; y la del mismo Salaverry en Cajamarca el 26 de octubre de 1833.
Gamarra debió ausentarse varias veces de la capital para sofocar dichos alzamientos que ocurrían en provincias. Durante sus ausencias, dejaba el gobierno en manos del vicepresidente o de un encargado de gobierno. 
El ministro de Gobierno, Manuel Lorenzo de Vidaurre, publicó un manifiesto, censurando la actitud de los opositores al régimen, documento que terminaba con estas palabras: «Ha de reinar el orden. Si fuera preciso, callarán las leyes para mantener las leyes».
Conforme pasaba el tiempo, la oposición liberal al gobierno se robusteció más y los miembros del Congreso hicieron sentir su protesta. Fue Francisco de Paula González Vigil, sacerdote tacneño, quien hizo la más severa crítica al régimen autoritario de Gamarra, culminando su argumentación con las célebres palabras: «Yo debo acusar, yo acuso». En su elocuente discurso, Vigil denunció los actos ilegales y las arbitrariedades en que había incurrido el régimen de Gamarra. Con estas acusaciones, el gobierno se desprestigió aún más. El Congreso se clausuró a fines de 1832.

### Gobernantes interinos

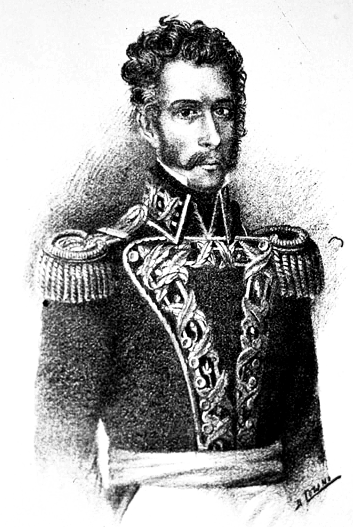
Antonio Gutiérrez de la Fuente, gran amigo y aliado de Gamarra, a quien sirvió como vicepresidente y encargado provisorio del gobierno.

Varias personas ocuparon el mando interino durante el primer gobierno de Gamarra.
El primero de ellos fue el vicepresidente Antonio Gutiérrez de la Fuente, que se encargó del mando cuando Gamarra partió a reprimir la rebelión del Cuzco. La Fuente manifestó también su carácter autoritario y comenzó a ganarse la enemistad de la cúpula política limeña, estallando finalmente en la capital una asonada promovida por la esposa de Gamarra, la famosa Francisca Zubiaga y Bernales, la “Mariscala”, a raíz del llamado “pleito de las harinas” (16 de abril de 1831). La Fuente se vio obligado a huir por las azoteas y halló finalmente cobijo en un buque extranjero anclado en el Callao. Se encargó entonces del mando supremo el presidente del Senado, Andrés Reyes y Buitrón, un ilustre ciudadano chancayano, hasta el 21 de diciembre de 1831, cuando retornó Gamarra.
De 27 de septiembre a 1 de noviembre de 1832, Gamarra, aquejado por una enfermedad, encargó el mando en el entonces presidente del Senado, Manuel Tellería Vicuña.
El 30 de julio de 1833, Gamarra, antes de partir a debelar una rebelión en Ayacucho, encargó el mando al vicepresidente del Senado José Braulio del Camporredondo, ilustre hijo de la ciudad de Chachapoyas. Retomó el poder el 2 de noviembre del mismo año.

### Obras y hechos importantes

#### Política internacional

##### Paz con la Gran Colombia

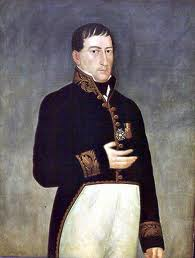
José de Larrea y Loredo, ministro del primer gobierno de Gamarra.

No bien dado el golpe de estado contra La Mar, Gamarra firmó con los grancolombianos el Armisticio de Piura, el 10 de julio de 1829, por el cual se acordó un armisticio de 60 días (que fue prorrogado al finalizar dicho plazo), además de la devolución de Guayaquil a la Gran Colombia y la suspensión del bloqueo peruano a la costa sur grancolombiana. 
Posteriormente, se reunieron en Guayaquil los delegados peruano y grancolombiano, señores José de Larrea y Loredo y Pedro Gual, quienes suscribieron un tratado de paz y amistad el 22 de septiembre de 1829, el llamado Tratado de Guayaquil o Tratado Larrea-Gual. Se puso así fin, oficialmente, a las hostilidades, estableciéndose «una paz perpetua e inviolable, y amistad constante y perfecta entre ambas naciones». Contra la creencia generalizada, no fue un tratado limítrofe, pues solo se restringió a decir, de manera general, que ambas partes reconocían por límites de sus respectivos territorios, «los mismos que tenían antes de su independencia los antiguos Virreinatos de Nueva Granada y del Perú», aunque dejando abierta la posibilidad de hacer las variaciones que, de común acuerdo, se considerasen pertinentes. Quedó pues pendiente la demarcación de la frontera común, labor que debería hacer una Comisión demarcatoria bipartita, que pese a los intentos, no logró entonces reunirse. Poco después, la Gran Colombia se fragmentó en tres repúblicas (Ecuador, Nueva Granada o Colombia y Venezuela), por lo que el Tratado entró en caducidad, quedando pendiente la solución del problema limítrofe entre el Perú, Ecuador y Colombia.

##### El primer Tratado peruano-ecuatoriano

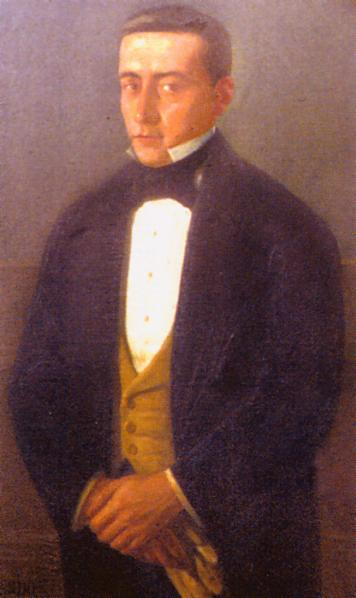
José María Pando, el antiguo secretario de estado de España y ministro de Bolívar, colaboró con el primer gobierno de Gamarra.

En 1830 surgió como estado independiente la República del Ecuador, tras la disolución de la Gran Colombia. La flamante república se erigió sobre la base de los territorios de la antigua Audiencia de Quito, más Guayaquil. Por entonces no hizo reclamos sobre Tumbes, Jaén y Maynas, que pertenecían al Perú de manera indiscutible en base al principio del Uti Possidetis y el principio de la libre determinación de los pueblos. El primer tratado celebrado entre el Perú y Ecuador fue el Tratado Pando-Noboa, suscrito el 12 de julio de 1832 por el ministro de gobierno y relaciones exteriores del Perú, José María Pando, y el ministro plenipotenciario de Ecuador, Diego Noboa. Su artículo 14 reconocía y respetaba los límites vigentes entre ambas naciones.

##### Tratados con Bolivia
En 1831 Gamarra quiso declarar la guerra a Bolivia pero el Congreso se opuso. Entonces decidió entablar negociaciones con dicho país. Los representantes de ambos países, el peruano Pedro Antonio de La Torre y el boliviano Miguel María de Aguirre se reunieron en Tiquina (frontera peruano-boliviana), firmando un Tratado preliminar de paz (25 de agosto de 1831), en el que se acordó el retiro de ambos ejércitos de la frontera y la disminución de sus efectivos. El 8 de noviembre de 1831, los mismos plenipotenciarios, con la mediación de Chile, suscribieron en Arequipa el Tratado de Paz y Amistad, que ratificó los acuerdos anteriores, además de la prohibición de las actividades sediciosas a los refugiados políticos de ambos países, y el mantenimiento de las fronteras hasta el nombramiento de las comisiones de límites. Por el mismo tiempo se celebró el Tratado de Comercio, en el cual se aprobó la igualdad de derechos, se declaró libre la navegación en el Lago Titicaca y quedaron exentos algunos artículos necesarios para la industria y la agricultura de ambos países. El gobierno boliviano aceptó el Tratado de Paz y Amistad, mas no el de Comercio, por considerarlo lesivo a sus intereses comerciales. El peruano La Torre se vio obligado a viajar a Bolivia para negociar con el representante boliviano Casimiro Olañeta un nuevo Tratado de Comercio, que fue suscrito en Chuquisaca el 17 de noviembre de 1832.

#### Política administrativa
En líneas generales, Gamarra realizó una buena labor administrativa, contando con la valiosa colaboración de sus ministros José María Pando, Manuel Lorenzo de Vidaurre, Lorenzo Bazo, José de Larrea y Loredo, Andrés Martínez y Manuel del Río, personajes de gran figuración y versación en las disciplinas del Derecho y la Economía.
Entre sus principales medidas mencionamos las siguientes:
- Se reorganizó la casa de moneda, cuya dirección fue encomendada a Cayetano de Vidaurre 1831, mantuvo funcionando la de Cuzco y se crearon las casas de moneda de Cerro de Pasco y Arequipa.
- Se tomó medidas para regularizar el cobro de las contribuciones, especialmente del ramo de patentes que no habían sido hecho efectivas desde el año 1822.
- Se inauguró el muelle del Callao y se abrió al comercio marítimo el puerto de Cerro Azul.
- Se estableció la Dirección General de Aduanas.
- Se creó el Departamento de Amazonas, por ley promulgada el 21 de noviembre de 1832. La integraban las provincias de Chachapoyas, Pataz y Maynas, hasta entonces bajo la jurisdicción del departamento de La Libertad. Para esta creación fue decisiva la acción del diputado amazonense José Braulio del Camporredondo.
- Se fundó en 1830 el Colegio Militar, cuyo director fue el coronel Manuel Ignacio de Vivanco, pero no tuvo larga vida pues fue clausurado en 1834.
- Se reorganizó el Convictorio de San Carlos y se fundó el Ateneo de Lima, con el propósito de estimular el desarrollo cultural del país.
- Se ensayó la descentralización administrativa que se hizo por medio de las Juntas Departamentales, que habían sido creadas por la Constitución de 1828. Lamentablemente, este ensayo no dio los resultados esperados por la irresponsabilidad y la falta de preparación de sus miembros, a lo que se sumó la escasez de recursos económicos.

### Sucesión presidencial de 1833
Estando ya en el último año de su gobierno, Gamarra convocó en 1833 a una Convención Nacional, es decir, una asamblea de representantes, cuya misión sería reformar la Constitución de 1828, tal como lo estipulaba esta misma en uno de sus artículos. Dicha asamblea se instaló el 12 de septiembre de 1833, predominando en ella los diputados liberales, a la cabeza de los cuales estaba el clérigo Francisco Xavier de Luna Pizarro. 
Gamarra convocó también a los Colegios Electorales para la elección de un nuevo Presidente de la República, pero dichos colegios fueron elegidos parcialmente (unas provincias eligieron y otras no) por lo que no se pudo realizar la elección. Pese a ello, Gamarra no quiso prorrogarse en el poder y lo dejó el 19 de diciembre de 1833, el mismo día en que finalizaba su mandato constitucional. Entonces la Convención Nacional asumió temporalmente el poder ejecutivo y se arrogó la potestad de elegir a un Presidente provisorio. Como candidato gobiernista o gamarrista se presentó el general Pedro Pablo Bermúdez (el mismo que acompañó en su exilio al derrocado presidente La Mar y que, sorprendentemente, aparecía ahora reconciliado con Gamarra).  Los liberales, por su parte, apoyaron la candidatura del general liberteño Luis José de Orbegoso, un militar débil y manejable. Otro candidato fue el general Domingo Nieto. Orbegoso obtuvo 47 votos, Bermúdez 36 y Nieto un solo voto (20 de diciembre de 1833).
Fue así como llegó a la presidencia el general Orbegoso, apreciado por su ánimo caballeroso, pero cuyo débil carácter lo hacía susceptible a las influencias de los políticos más experimentados. Gamarra quedó muy irritado por esta elección y empezó a maquinar con sus partidarios para derribar al nuevo gobierno, achacándolo de haber nacido de manera ilegal.

## Gobierno provisorio de Orbegoso (1833-1835)

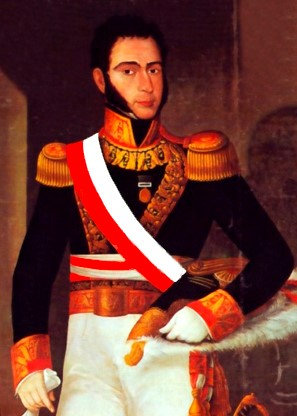
Luis José de Orbegoso por José Gil de Castro.

Al día siguiente de su elección, Orbegoso concurrió ante la Convención Nacional, donde prestó el juramento prescrito por la ley, asumiendo así el mando. 
Durante los primeros días de su gobierno, Orbegoso permaneció en el Palacio de Gobierno, acompañado solo de algunos amigos. No había fondos para pagar a los empleados; la aduana se hallaba empeñada y las contribuciones cobradas y gastadas. Prácticamente, el gobierno de Orbegoso se hallaba atado de las manos y con el temor de caer pronto. Se notaba que aún subsistía la influencia de Gamarra en el manejo del poder. De hecho, éste seguía siendo General en jefe del Ejército. 

### Guerra civil de 1834

#### Golpe de Estado de Pedro Bermúdez
Temiendo un golpe de Estado, Orbegoso decidió abandonar Lima y se refugió en la Fortaleza del Real Felipe, en el Callao, el 3 de enero de 1834. Allí instaló la sede de su gobierno y comenzó a relevar a los gamarristas de los altos mandos del Ejército.
En respuesta a esta acción, la guarnición de Lima se sublevó al día siguiente y proclamó Jefe Supremo al general Pedro Pablo Bermúdez, el mismo que perdiera la elección presidencial ante Orbegoso en la Convención Nacional. Este gobierno de facto tuvo como ministros de Estado a José María Pando, Andrés Martínez y el general Juan Salazar. Dos compañías de un batallón se posesionaron del local donde sesionaba la Convención Nacional, impidiendo así su reunión.
Bermúdez, en realidad, seguía las directivas de Gamarra, que se hallaba en Lima maquinando el golpe de Estado, alegando que la presidencia de Orbegoso era ilegal pues no le correspondía a la Convención Nacional elegir al Presidente.
Las tropas bermudistas sitiaron la fortaleza del Callao, donde se hallaba atrincherado Orbegoso. A nivel nacional la autoridad de Bermúdez fue acatada por algunas guarniciones: en el Cuzco, con el prefecto Juan Ángel Bujanda a la cabeza; en Puno, con Miguel de San Román; en Ayacucho con Frías. Pero empezó a sufrir deserciones, más aún cuando llegó la noticia de que Arequipa, la ciudad más importante del Perú después de Lima, se pronunciaba a favor de Orbegoso.

#### Intervención del pueblo de Lima

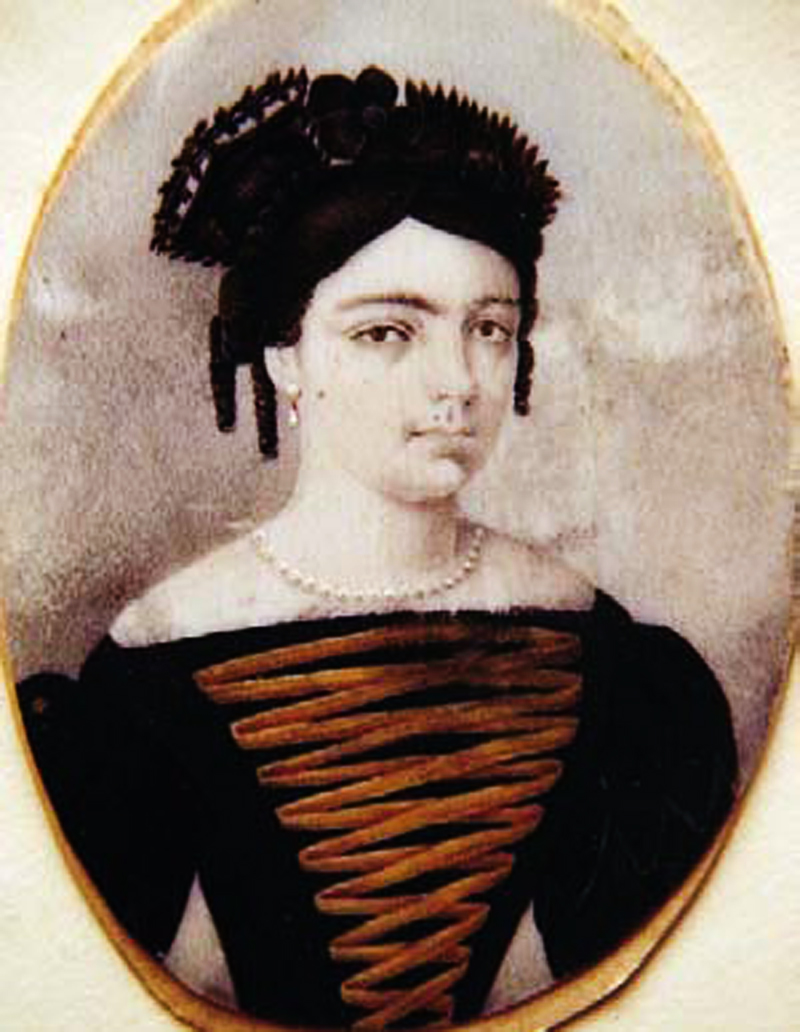
Francisca Zubiaga y Bernales más conocida como "La Mariscala", esposa de presidente Gamarra.

En Lima, la ciudadanía se mostró también contraria al golpe. Se paralizaron muchas actividades cotidianas. Se suspendieron las funciones de teatro y las corridas de toros, y cerraron parte de los comercios. Por las noches, grupos de ciudadanos iban al Callao, para ayudar a los sitiados del Real Felipe. 
El día 28 de enero de 1834, una parte de las fuerzas bermudistas que sitiaban el Real Felipe emprendió la retirada a la sierra, en vista de lo infructuoso de dicho sitio. La población de Lima, temiendo que los bermudistas, a su paso por la capital, se entregasen al saqueo, se puso en pie de lucha, armándose con piedras y unos cuantos fusiles. Se produjeron choques en las calles de la ciudad. Al anochecer, llegó el resto del ejército que sitiaba el Callao, encabezado por la célebre Mariscala (la esposa de Gamarra), que iba vestida de hombre, disparando y alentando a los suyos. La población se mantuvo firme, repeliendo el ataque de los bermudistas. Según el historiador Jorge Basadre, era la primera vez en la historia peruana que el pueblo de Lima se enfrentaba con éxito al ejército. 
En la mañana del día 29 de enero ingresó Orbegoso triunfalmente en Lima, siendo ovacionado por la multitud. Las mujeres del pueblo le detenían en las calles para abrazarlo. La Convención Nacional reanudó sus labores y poco después aprobó una ley que autorizaba al gobierno a pedir la cooperación del gobierno de Bolivia «con el único y exclusivo objeto de terminar la guerra civil» (18 de abril). Dicha cooperación no llegaría a ser solicitada pues la guerra terminaría pocos días después, pero la ley sería invocada al año siguiente en otro contexto de guerra civil, trayendo gravísimas consecuencias, como veremos más adelante.

#### Campañas de la guerra civil
Estalló así la guerra civil, la primera de la historia republicana del Perú, la cual tuvo tres escenarios:
- El frente sur, localizado en Arequipa, donde el general Domingo Nieto intentó defender el orden constitucional, triunfando inicialmente en Miraflores, pero finalmente fue derrotado por Miguel de San Román en Cangallo.
- El frente norte, donde Felipe Salaverry, sumado al bando orbegosista, apresó en Trujillo al general Juan Francisco de Vidal.
- El frente centro, hacia donde marchó Orbegoso en persona, subiendo a la sierra en busca de Bermúdez y su ejército. Fue la campaña que decidiría el resultado final.

Antes de iniciar la campaña de la sierra, Orbegoso dejó el mando al Supremo Delegado Manuel Salazar y Baquíjano (20 de marzo). Si bien tenía bajo su mando a oficiales competentes como José de la Riva-Agüero, Mariano Necochea, Guillermo Miller, Antonio Gutiérrez de la Fuente, Blas Cerdeña, Francisco de Paula Otero y Felipe Salaverry, sus fuerzas eran muy débiles y heterogéneas. Por su parte, Bermúdez, si bien tenía un pequeño ejército, tenía la ventaja de estar formado por veteranos disciplinados.
Bermúdez, perseguido por las fuerzas de Orbegoso, emprendió la retirada en dirección de Ayacucho, pero las avanzadas de ambas fuerzas se encontraron cerca de Huancavelica, librándose la llamada batalla de Huaylacucho (que en realidad fue solo un combate). En ella, las fuerzas bermudistas derrotaron a las orbegosistas, que estaban al mando de Miller (17 de abril). En la refriega murió el general Frías, el prefecto de Ayacucho, que militaba en el bando bermudista.

#### El abrazo de Maquinhuayo
No obstante, la acción de Huaylacucho no decidió nada. Se esperaba un encuentro definitivo en las cercanías de Jauja, pero fue entonces cuando el oficial bermudista José Rufino Echenique intentó convencer a su jefe Bermúdez para que celebrara un acuerdo pacífico con Orbegoso. Echenique consideraba que la causa que defendían estaba ya perdida, pues sufrían por todo lado la hostilidad de las poblaciones, mientras que Orbegoso ganaba fuerzas. Bermúdez rechazó tal propuesta y fue entonces que Echenique, con el apoyo de otros oficiales, decidió deponerlo, enviando al mismo tiempo un mensaje a Orbegoso, para ponerlo al tanto del plan. Bermúdez fue así apresado por sus propios oficiales y enviado de regreso a la costa.
El 24 de abril, los ex bermudistas llegaron al llano de Maquinguayo, a 24 km al norte de Jauja, donde encontraron a los orbegosistas en formación de batalla. Luego de colocar sus armas en pabellones, ambos ejércitos avanzaron hasta encontrarse y se estrecharon en fraterno abrazo. A este episodio singular de la historia peruana se conoce como el Abrazo de Maquinhuayo. Los que habían sido bermudistas o gamarristas reconocieron así la autoridad de Orbegoso, aunque sus caudillos, Gamarra y su esposa, huyeron del país.

### Orbegoso se consolida en el poder
Orbegoso hizo su entrada triunfal en Lima, el 3 de mayo de ese mismo año de 1834, y los limeños lo recibieron por segunda vez de manera triunfal. Artesanos y jornaleros le sacaron del coche y lo llevaron en brazos al interior del Palacio de Gobierno.
Triunfante en la guerra civil, Orbegoso renunció a la presidencia provisoria por razones de salud (7 de mayo de 1834), pero la Convención Nacional lo conminó a cumplir el plazo de dos años para el que fuera elegido.
Se inició así en el Perú un período de gobierno liberal con Orbegoso a la cabeza y con una Convención Nacional como poder legislativo donde dominaban Francisco Xavier de Luna Pizarro y Francisco de Paula González Vigil, sacerdotes de la misma tendencia.

### Obras y hechos diversos

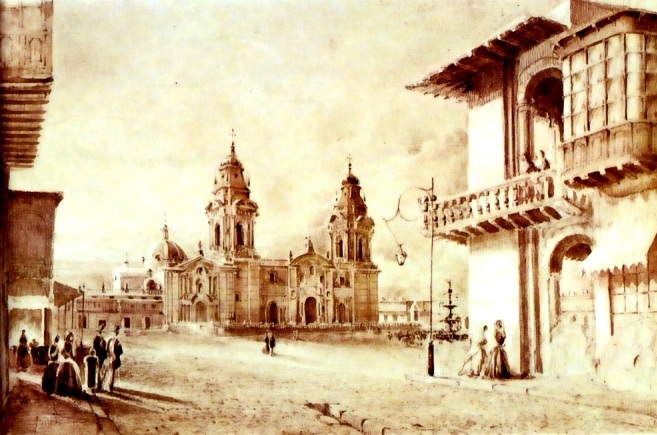
Vista de la catedral y la plaza principal de Lima. Acuarela de J. Prendergas. Mediados del.

- La Convención Nacional dio, con fecha del 10 de junio de 1834, una nueva Constitución Política, la cuarta que se redactaba en el Perú en once años y la tercera de tipo liberal. Esta Constitución fue una fórmula de transición para la esperada federación con Bolivia, y sobre todo, un minucioso intento de poner barreras al autoritarismo militar, aunque fuera solo en el papel.
- Orbegoso hubo de atender a las dificultades económicas derivadas de la guerra civil. Apeló a recargar el comercio internacional con un porcentaje sobre el valor de las mercancías; levantó la prohibición estipulada en lo tocante a la importación de algunos artículos similares a los nacionales como el tocuyo, por ejemplo, para evitar su contrabando y beneficiar al tesoro con la recaudación de los correspondientes derechos aduaneros; y para dar alicientes a la industria minera favoreció la exportación de oro y plata con una franquicia temporal.
- Por decreto del 12 de junio de 1834 se instituyó la Sociedad de Beneficencia Pública de Lima, compuesta por 40 vecinos prestigiosos, institución que continuó la tradición colonial de caridad hacia los enfermos y desvalidos. Los hospitales que se le entregaron fueron los de Santa Ana, San Andrés, La Caridad, San Bartolomé, Incurables, Amparadas y Hospicio de Huérfanos.
- Otras de sus medidas de carácter social que se dieron fue la preferencia a los pensionistas del Estado para ocupar las vacantes que se produjeren; y el otorgamiento de pensiones a los empleados que se incapacitasen en el servicio.
- Dio orden para que los juzgados de aguas distribuyesen, equitativamente, este elemento e inspeccionase las tomas y dirimiesen las diferencias que pudieran surgir.
- Hizo que fuesen devueltos a sus dueños los esclavos, a quienes se había enrolado en el ejército.
- Revocó un decreto dado por Bolívar, quien había ordenado la expulsión de los frailes del Convento de Santa Rosa de Ocopa. Orbegoso convirtió el convento en colegio de instrucción primaria y de acuerdo con el arzobispo Jorge de Benavente, trató de que volvieran a hacerse cargo del mismo los misioneros del oriente y la selva, para que prosiguieran la labor evangelizadora y civilizadora.
- Un hecho sobresaliente de este gobierno fue el viaje que hizo Orbegoso a las provincias del sur, con el fin de promover su elección para un período constitucional, así como para contener las actividades que los amigos políticos del Gamarra desplegaban en esa zona. Conocemos con detalles este viaje pues su capellán, el cura José María Blanco, lo plasmó en un magnífico Diario. Por ese documento se pueden conocer las costumbres de los pueblos, la algarabía pueblerina por el paso del mandatario, la voluntad de estabilidad, ilustración y progreso que animaba a todos, y la bonhomía del personaje, su afabilidad y adaptación a costumbres y tendencias muy diferentes a los del resto del país.

## Gobierno dictatorial de Salaverry (1835-1836)

### Golpe de Estado de 1835

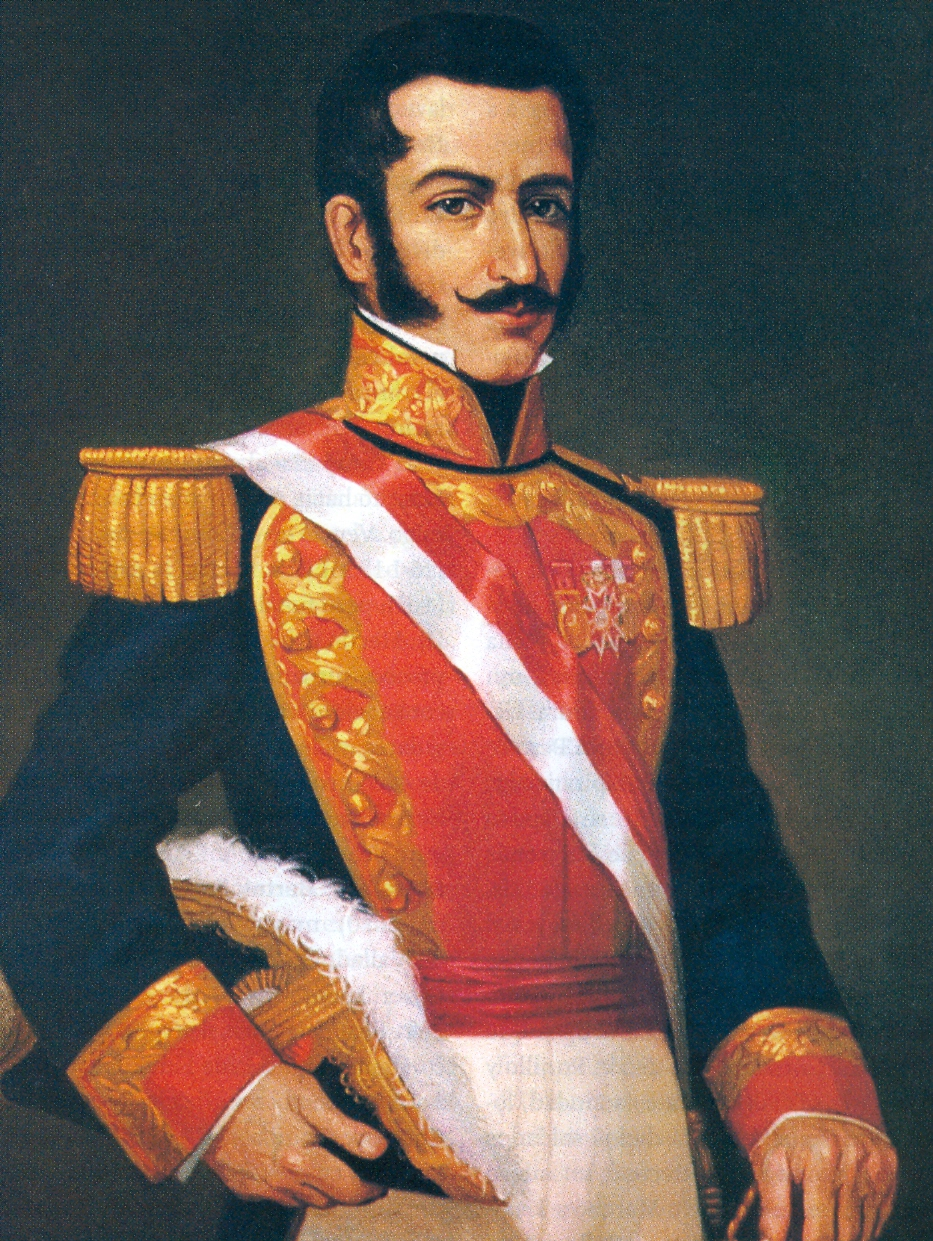
Felipe Salaverry, a los 29 años, se convirtió en el presidente más joven del Perú.

Ausente Orbegoso de la capital, se sublevaron en la Fortaleza del Real Felipe del Callao los sargentos y soldados impagos que conformaban la guarnición (1 de enero de 1835). El teniente coronel Felipe Salaverry sofocó la sublevación tomando por asalto la fortaleza y haciéndose gobernador de dicha plaza (4 de enero). Luego, en la medianoche del 22 de febrero, Salaverry se pronunció al frente de su guarnición contra la autoridad del encargado del mando, el señor Manuel Salazar y Baquíjano; poco después ingresó a Lima y se autonombró Jefe Supremo de la República (25 de febrero), con el pretexto de que el país se hallaba acéfalo, es decir sin presidente.
Salaverry tenía fuerza de voluntad, viva inteligencia y valor militar en alto grado. Contaba con 29 años al momento de hacerse con el poder. El cónsul de Chile, don Ventura Lavalle, escribió a su gobierno, refiriéndose del caudillo de la siguiente manera: «Salaverry es un joven que va a dar mucho trabajo a sus paisanos, porque a una cabeza destornillada, una ambición desmedida y un carácter altanero y sanguinario, reúne talento y valor no común en el país.»
El nuevo gobierno fue reconocido en diversos lugares del país, mas no en el sur, que continuó obedeciendo a Orbegoso. Éste envió contra Salaverry una división al mando del general Francisco Valle Riestra, quien partió de Islay y desembarcó en Pisco, pero no pudo continuar pues sus propios hombres lo apresaron y lo entregaron a Salaverry, quien ordenó su fusilamiento (1 de abril de 1835). Pese a las gestiones que se hicieron para que se le conmutara la pena, esta se cumplió. Fue una acción desmedida, que desagradó a todos y creó un ambiente hostil en torno a Salaverry.
El general Domingo Nieto, desterrado con dirección a México, tomó el control del navío en el que viajaba y desembarcó en Huanchaco, donde organizó una reducida tropa en apoyo de Orbegoso. Salaverry, en persona, marchó a combatirlo. Pero antes de producirse el enfrentamiento, Nieto fue apresado por sus mismos oficiales y entregado a Salaverry, quien lo envió al destierro. Por su parte, la escuadra salaverrina logró la rendición de los puertos sureños de Islay y Arica.
Un decreto de amnistía general, dado por Salaverry en mayo de 1835, y la convocatoria al Congreso que debía reunirse en Jauja, daban por hecho la unificación del mando del país en manos de Salaverry; solo Arequipa acataba todavía la autoridad de Orbegoso.

### Obra administrativa

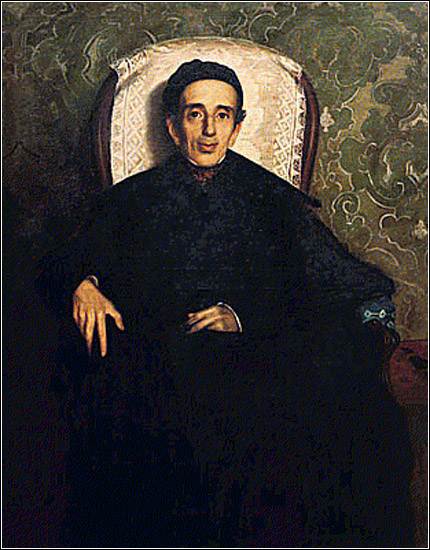
El escritor y político Felipe Pardo y Aliaga, ministro de Salaverry.

El gobierno autoritario de Salaverry representó una segunda edición del autoritarismo de Gamarra. Ello explica que le prestaran su colaboración personalidades como Felipe Pardo y Aliaga y Andrés Martínez, que habían servido a Gamarra en su primer gobierno. 
Entre las medidas que tomó el efímero gobierno de Salaverry mencionamos los siguientes:
- Estableció un Consejo de Estado, que debía estar compuesto por personalidades brillantes. Integraron dicho cuerpo personajes como el autoritario José Ignacio Moreno, y los liberales Manuel Salazar y Baquíjano y Francisco Xavier de Luna Pizarro.
- Restableció la Dirección General de Aduanas, suprimida por Orbegoso, y reglamentó el cobro de los derechos de importación. Se impuso severas penas contra el contrabando.
- Fomentó el desarrollo del comercio y la industria, aboliendo el impuesto de patente; fijando el interés máximo del préstamo de dinero en uno por ciento mensual; y restableciendo el Tribunal del Consulado para evitar la morosidad en la tramitación de los litigios mercantiles. Declaró que los vales, pagarés y cualquier otro simple reconocimiento simple de deuda entre comerciantes tendrían la misma fuerza que las escrituras públicas.
- Eliminó la contribución de castas.
- Restableció el tráfico de esclavos procedentes de otros países de América.
- Ante la proliferación de la delincuencia creó el tribunal llamado “Comisión de la Acordada”, que juzgaba de manera sumaria las causas de homicidio, herida y hurto en el departamento de Lima. Luego se amplió su jurisdicción a las causas de tumulto, sedición, traición y en general a las que trataran sobre delitos contra el sosiego público, así como a las de contrabando.
- Impuso el castigo de la pena de muerte para los funcionarios ladrones.
- Abolió las penas infamantes (azotes y horca).
- Ratificó el 6 de junio de 1835 el tratado de amistad, comercio y navegación, que habían suscrito los plenipotenciarios del Perú y Chile en enero de ese año; una de sus cláusulas principales estipulaba que los productos naturales o manufacturados chilenos (trigo, harina, etc.), conducidos en buques peruanos y chilenos, solo pagarían la mitad de los derechos de internación con que se hallasen gravadas las mercaderías de otras naciones, debiendo ser recibidos los peruanos allá  (chancacas, azúcar, etc.), recíprocamente, en las mismas condiciones. Este tratado, a todas luces favorable para Chile, sería después derogado bajo el gobierno confederado de Santa Cruz, lo que constituyó en uno de los motivos no declarados de la guerra que emprendió Chile contra la Confederación.
- Tuvo la intención de restablecer las relaciones con España, adonde fue enviado como ministro plenipotenciario Felipe Pardo y Aliaga. Pero este no llegó a su destino, pues se quedó en Chile, a cuyo gobierno solicitó ayuda al ocurrir la invasión boliviana al Perú.

### La invasión boliviana

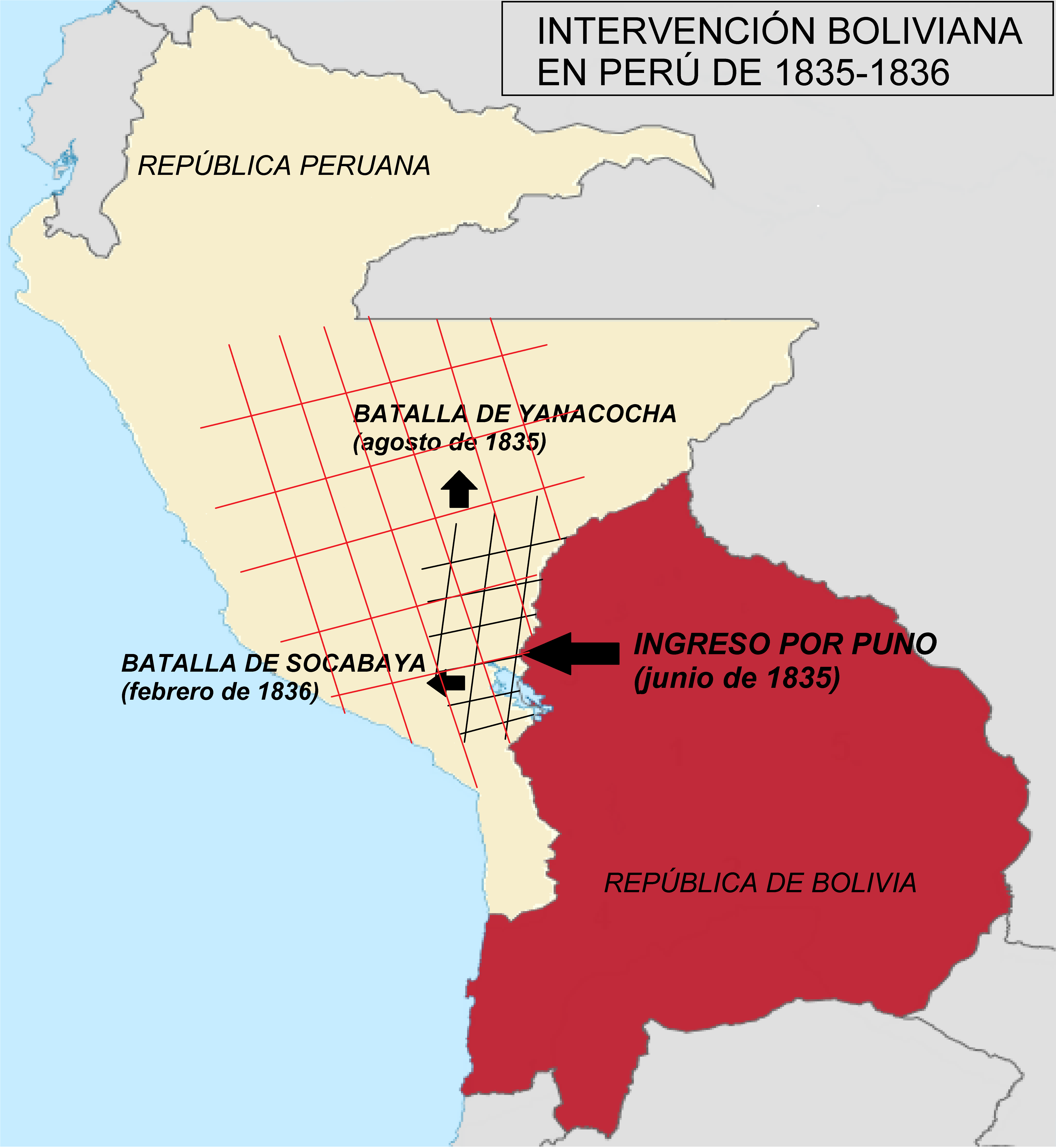
Intervención boliviana en Perú de 1835-1836, durante la guerra civil peruana entre Salaverry y Orbegoso.

Mientras dichos sucesos ocurrían en Perú, en Bolivia el presidente Andrés de Santa Cruz y el general Agustín Gamarra bosquejaban planes para reunir ambos países en una sola República Federal. Siguiendo estos planes y sin esperar a que hubiera un acuerdo formal con Santa Cruz, el 20 de mayo de 1835 Gamarra cruzó la frontera del Desaguadero e ingresó al Perú, ocupando las ciudades de Puno y Cuzco, zonas donde contaba con numerosos partidarios. Santa Cruz negó entonces estar confabulado con Gamarra y prefirió llevar adelante sus planes prescindiendo de este.
Orbegoso, replegado en Arequipa y ante el peligro que significaba la presencia de Gamarra, hizo uso de una anterior atribución del Congreso que le permitía solicitar el auxilio de fuerzas bolivianas. Debemos resaltar que Orbegoso no estaba enterado de los conciertos entre Gamarra y Santa Cruz. El convenio con Bolivia se firmó el 15 de junio de 1835, y por él se acordó que Santa Cruz pasaría al Perú con sus fuerzas, como acto preparatorio para el establecimiento de la Confederación Perú-Boliviana. Sin esperar el vencimiento del plazo fijado para su entrada al Perú, 5000 soldados bolivianos cruzaron la frontera peruano-boliviana y procedieron a ocupar el sur peruano. A Orbegoso no le quedó sino traspasar su poder a Santa Cruz, mediante una carta fechada en Vilque, el 8 de julio de 1835. La invasión boliviana fue el origen de las sangrientas guerras por el establecimiento de la Confederación Perú-Boliviana.

### Guerras por el establecimiento de la Confederación

#### Guerra entre Gamarra y Santa Cruz
Gamarra, enfurecido con Santa Cruz por su pacto con Orbegoso, se alió con Salaverry, haciendo así un frente común ante la invasión extranjera. El convenio entre ambos se firmó el 27 de julio de 1835. 
Santa Cruz quiso apresar a Gamarra, para lo cual lo invitó a una entrevista. Pero Gamarra sospechó de las intenciones de su rival y en su lugar envió a Miguel de San Román, quien fue apresado por una partida de soldados bolivianos. Este incidente inició de manera franca la lucha entre ambos caudillos.
Contando con la popularidad que tenía en el sur peruano, especialmente en el Cuzco, su tierra natal, Gamarra reunió un ejército y fue el primero en enfrentar a las fuerzas bolivianas. El encuentro decisivo se libró en Yanacocha el 13 de agosto de 1835. Gamarra contaba con 2600 hombres, fuerzas colecticias con escasa disciplina, auxiliadas por unos 6.000 indios armados de palos. Mientras que las fuerzas bolivianas (todas reunidas), al mando de los generales Braun y José Ballivián, eran más numerosas y disciplinadas, y contaban con el apoyo de las fuerzas peruanas enviadas por Orbegoso (estas al mando de José Trinidad Morán). Librada la batalla, Gamarra se aferró ciegamente a su terreno, sin buscar salida o repliegue alguno. La artillería boliviana puso en fuga a los indígenas auxiliares, y al cabo de dos horas, Gamarra se vio completamente derrotado. 
Gamarra se trasladó a Lima, de donde se dirigió a Costa Rica, acaso aguardando una mejor oportunidad de recuperar el poder. 
Eliminado Gamarra, quedaban frente a frente: Salaverry de una parte; y Santa Cruz y Orbegoso de la otra.

#### Guerra entre Salaverry y Santa Cruz
La derrota de Gamarra motivó que Salaverry precipitara sus acciones y fuera en pos de las fuerzas bolivianas. Tras lanzar contra Santa Cruz su famoso decreto de "Guerra a Muerte" y ofrecer premios a quien matase a un boliviano, Salaverry dio inicio a una audaz campaña militar, que principió con el asalto al puerto de Cobija por la Marina de Guerra, donde se arrastró por los suelos la bandera boliviana en ceremonia pública. Luego abrió la campaña en el sur del Perú contando con un ejército de 5000 efectivos.
Pero en la sierra sur del país Salaverry fue perdiendo terreno y tanto cuzqueños como arequipeños se fueron sumando a las huestes de los confederados, las que tomaron Cuzco y Ayacucho. Estas fuerzas llegaron a sumar 8.000 efectivos. A finales de 1835 los confederados tomaron el control de Lima, hecho que dejó en el aislamiento al ejército nacionalista de Salaverry.
Salaverry ocupó la ciudad de Arequipa, más se vio obligado a salir de allí ante la hostilidad de sus habitantes, quienes apoyaban abiertamente los planes federacionistas de Santa Cruz y Orbegoso, pues una eventual unión con Bolivia favorecería tremendamente el comercio entre las provincias.
Aún con estas desventajas tácticas, Salaverry persiguió al ejército boliviano hasta alcanzar su retaguardia en el Puente de Uchumayo (4 de febrero de 1836), donde libró una victoriosa batalla que le animó a proseguir y, de algún modo, confiar en un rápido triunfo sobre el resto de las fuerzas de Santa Cruz. En ese choque, se tocó una marcha compuesta por Manuel Bañón para el Jefe Supremo, llamada La Salaverrina, pero que a partir de entonces fue conocida como El ataque de Uchumayo. Aún hoy día sigue siendo la marcha más popular y conocida del ejército peruano.
Salaverry inició un movimiento táctico para dominar a Santa Cruz, que consistía en ganar las alturas del Paucarpata, inmejorable posición estratégica. Pero una campesina informó a Santa Cruz de esta maniobra, de modo que el caudillo boliviano se adelantó a Salaverry, movilizándose para ocupar Paucarpata. Salaverry no acababa de desplegar sus fuerzas y tenía atascada su artillería en las laderas, cuando se vio sorprendido por Santa Cruz, en la mañana del 7 de febrero. Se libró la sangrienta batalla de Socabaya, donde, pese a la bravura que desplegaron los peruanos, estos fue totalmente derrotados por los bolivianos. 

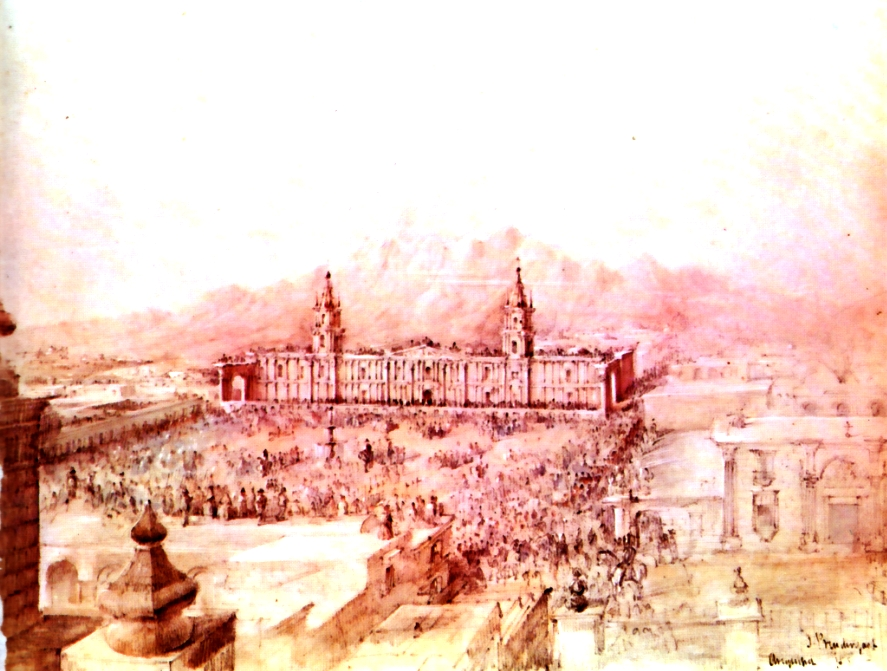
Plaza de Armas y catedral de Arequipa en un día festivo. Mediados del. Acuarela de J. Prendergast.

Salaverry huyó hacia el mar, pero fue interceptado por una patrulla del general Guillermo Miller, quien consiguió su rendición prometiendo interceder por su vida. Sometido a un proceso sumario y pese a la promesa que se le hizo fue condenado a muerte. Su último deseo fue una pluma y unos folios, en los que escribió tres documentos: su testamento, una carta a Juana Pérez, su esposa, y una protesta «ante la América » por su ejecución. Fue fusilado en la Plaza de Armas de Arequipa, al lado de sus principales oficiales. Se cuenta que cuando los fusileros hicieron la primera descarga, todos cayeron muertos, menos Salaverry, que se paró, dio un paso a tras y dijo: «La ley me ampara», pero una nueva descarga acabó con su vida (18 de febrero de 1836). 
Muerto Salaverry, Santa Cruz pudo finalmente erigir la Confederación Perú-Boliviana, entidad política que duraría hasta 1839.
| Predecesor: — | Historia republicana del Perú 1821 - 1836 | Sucesor: Confederación Perú-Boliviana |